# Африканцы европейского происхождения
Африка́нцы европе́йского происхожде́ния (бе́лые африка́нцы, африка́нские европе́йцы, евроафрика́нцы) — люди европейского происхождения, родившиеся в Африке или постоянно живущие в Африке, которые идентифицируют себя как «белые». Причём под термином «Африка» подразумевается не только её «чёрная» часть, а весь континент (включая северную часть, населённую преимущественно европеоидами арабского и берберского происхождения).
Африканцы европейского происхождения — в основном выходцы из Голландии, Великобритании, Франции, Португалии, Германии и в меньшей степени из Италии, Австрии, Швеции, Дании, Норвегии, Греции, Литвы, России, Швейцарии, Польши, Ирландии и т. д.
До эпохи деколонизации белые африканцы насчитывали до 10 млн человек и были представлены во всех частях континента, особенно в Южной Африке (африканеры и англичане), Юго-Западной Африке (африканеры и немцы), Алжире (французы), Родезии (преимущественно англичане), Кении (англичане) и Анголе (португальцы). Однако многие из них покинули континент во время и после провозглашения независимости колоний. Некоторые диаспоры — итальянцы в Ливии и бельгийцы в Бурунди — были изгнаны постколониальными правительствами. Тем не менее, белые африканцы остаются одним из доминирующих национальных меньшинств в некоторых, преимущественно южных, африканских государствах.
Африканская страна с самой большой численностью белого африканского населения европейского происхождения — это Южно-Африканская Республика, примерно 4,9 млн человек (8,7 % населения). Хотя белые африканцы больше не имеют исключительного статуса, они по-прежнему контролируют значительную часть промышленности и сельского хозяйства отдельных регионов.

## Колонизация и первые поселения

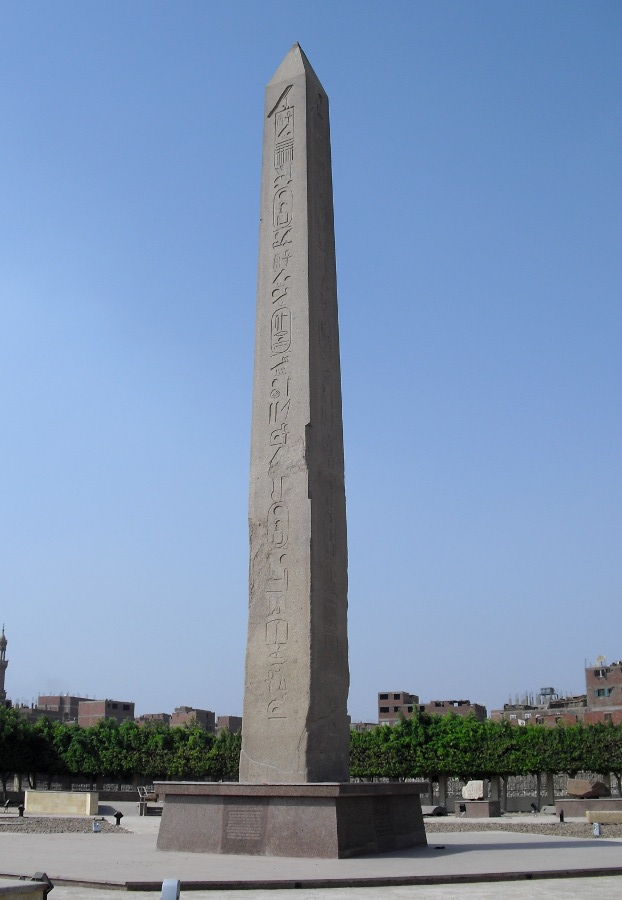
Обелиск Аль-Масалла, самое большое архитектурное сооружение Гелиополя, сохранившееся до наших дней

Первыми европейцами на территории Африки стали греки. Они жили в Египте ещё до того, как Александр Македонский захватил Египет на ранней стадии своих завоеваний. Геродот, посетивший Египет в V веке до нашей эры, писал, что греки были первыми иностранцами, которые когда-либо жили в Египте. Диодор Сицилийский утверждал, что Актий Родосский построил город Гелиополь до потопа; также афиняне построили Саис. Хотя все греческие города были разрушены во время потопа, египетские города, в том числе Саис и Гелиополь, выжили.
Плавания римлян вдоль западного и восточного побережий Африки начались во II в. до н. э. В 147 г. до н. э. историк Полибий был послан исследовать западное побережье Африки южнее Гибралтарского пролива. Полибий достиг «реки Бамботус», которую учёные склонны отождествлять с рекой Сенегал. В то же время рыбаки из Кадиса многократно посещали Канарские острова. Мавретанский царь Юба II, будучи союзником римлян, снарядил туда крупную экспедицию, собравшую точные сведения об этих островах. Согласно трудам Псевдо-Арриана, к середине I в. восточное побережье Африки было известно римлянам до острова Занзибар. Римляне также проводили и сухопутные исследования Африки. В 19 году до н. э. Луций Корнелий Бальб Младший совершил с войском поход в глубь Сахары. Он вышел из района Триполи, достиг оазиса Гадамес, затем оазиса Гат и северных отрогов нагорья Тассилин-Адджер. Оттуда отряд добрался до реки Дасибари. Ряд исследователей отождествляет Дасибари с рекой Нигер. Около 75 года н. э. Септимий Флакк совершил поход, конечной точкой которого стала «эфиопская земля Агисимбы». Местоположение этой земли не выяснено, но считается, что в античный период это был самый дальний поход европейцев в глубь Африки.
После Третьей Пунической войны Африка уже в статусе римской провинции была одним из самых богатых регионов в империи (сравнима только с Египтом, Сирией и самой Италией) и, как следствие, люди со всей империи мигрировали в провинцию Африка, в основном воины, досрочно вышедшие на пенсию, которые поселились здесь, где им были выделены сельскохозяйственные участки за их воинскую службу. Историк Теодор Моммзен подсчитал, что при Адриане почти треть жителей восточной Нумидии (около современного Туниса) были потомками римских воинов.
Несмотря на это, римское военное присутствие в Северной Африке было относительно небольшим и состояло примерно из 28 000 легионеров и ауксилариев в Нумидии и в двух мавретанских провинциях. Начиная со II века нашей эры, эти гарнизоны были укомплектованы главным образом местными жителями (в том плане, что численно возросли конные вспомогательные соединения из мавров и нумидийцев и увеличился приток новобранцев в легионы из числа местных римских колонистов). Значительная часть латиноговорящего населения, будучи многонациональной, расселилась в регионе Северной Африки, где много кто говорил на пуническом и берберских языках. Имперские вооружённые формирования стали создаваться из местного населения, в том числе берберов. Однако в VII веке вследствие арабских завоеваний данных территорий потомки римлян, как и прочие христиане, были изгнаны из Северной Африки.
Название «Эфиопия», которое употреблялось ещё в аксумских надписях IV века, в переводе с греческого означает «человек с обожжённым/загорелым [на солнце] лицом». Впервые эти земли были описаны в гомеровском эпосе, но вряд ли термин относится к конкретной нации, а скорее, к людям африканского происхождения в целом, жившим к югу от Сахары. Греческая община в Эфиопии в XVIII веке (1740 год) состояла из ремесленников и матросов тогдашней Абиссинии, которые сыграли важную роль в торговле между страной и Европой. Исследователь Джеймс Брюс сообщил, что ряд греческих беженцев из Смирны прибыл в Гондэр во время правления императора Иясу II. Среди них были двенадцать серебряных дел мастеров, которых император заставил работать на производстве различных товаров для своего суда и церкви Гондэра.
Первые примеры западноевропейской колонизации Африки относятся к 1482 году, когда португальские каравеллы под командованием Диогу Кана прибыли в Конго. Другие экспедиции вскоре содействовали установлению тесных отношений между двумя государствами. Португальцы завезли в страну огнестрельное оружие и многие другие технологические достижения, а также новую религию — христианство. В свою очередь, король Конго предложил им много рабов, слоновую кость и минералы.

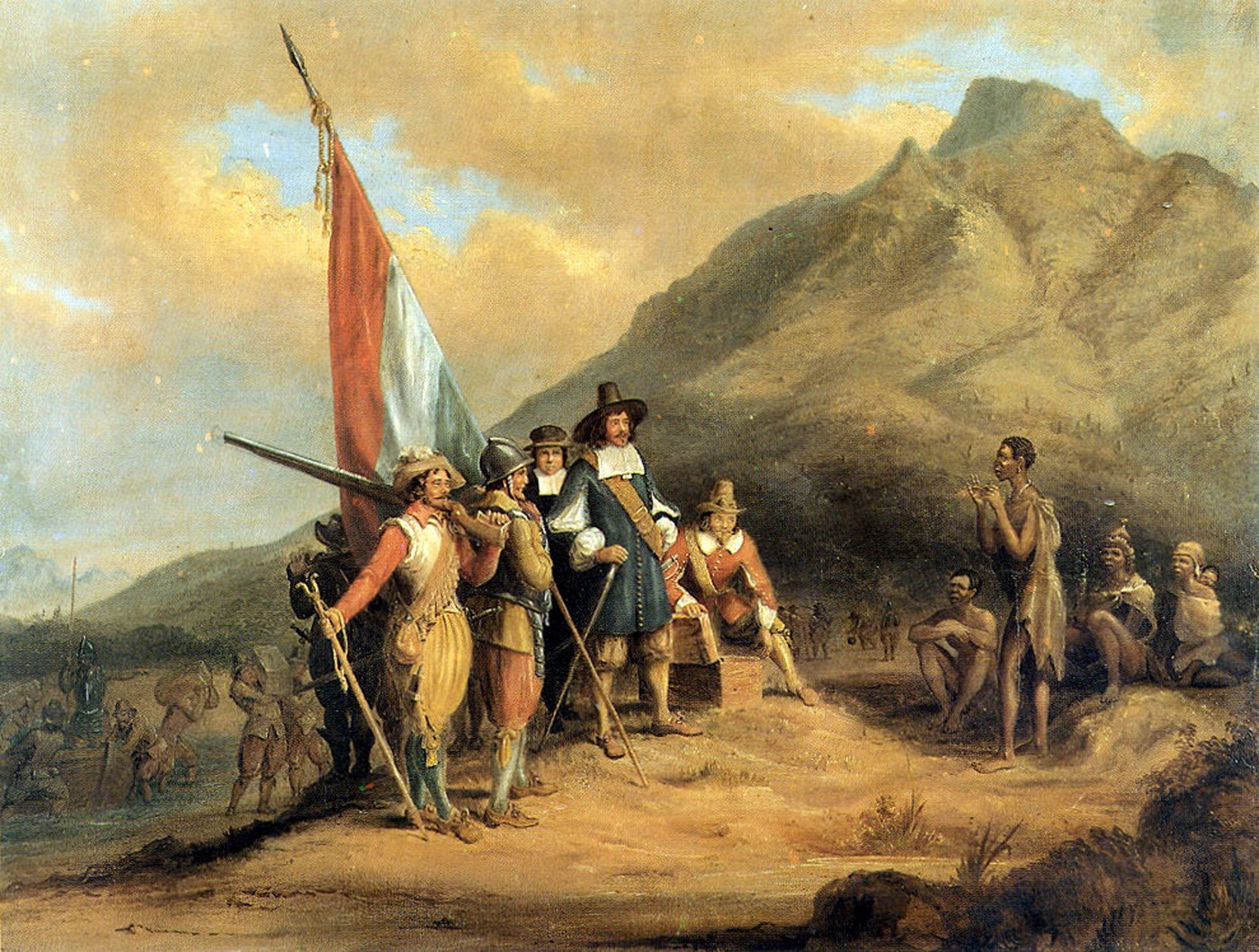
Прибытие Яна ван Рибека, основателя Кейптауна, в Африку

Португальская колония Ангола была основана в 1575 году с приходом Паулу Диаша де Новаиша с сотней семей колонистов и 400 солдатами. Луанде был предоставлен статус города в 1605 году. Некоторые португальские поселенцы вступали в брак с жителями Африки, в результате чего появлялось население смешанной расы (мулаты). Ангола была формально объявлена португальской заморской провинцией в XIX веке, но только в начале XX века правительство метрополии позволило крупномасштабную эмиграцию в Анголу и другие провинции.
Голландское заселение Африки под контролем Голландской Ост-Индской компании началось на мысе Доброй Надежды (ныне Кейптаун) в 1652 году. Первые голландцы, ступившие на этот берег, не имели ни желания, ни намерения подчинить себе местных жителей, предпочитая вместо этого сосредотачиваться на создании портов для судов, перевозящих товары с Востока в Европу через мыс Доброй Надежды.

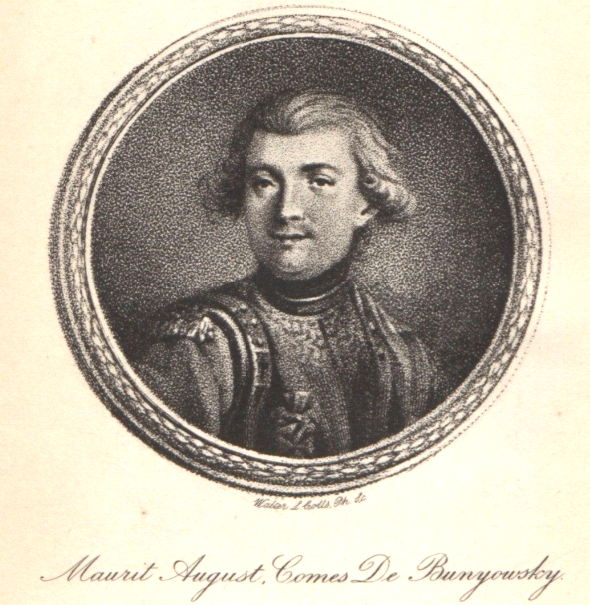
Мориц Бенёвский

Существует несколько версий относительно времени и причин появления на мысе Доброй Надежды первых русских поселенцев. По семейному преданию одного из наиболее знатных африканерских (бурских) родов Илоффов, его родоначальник — некий русский переселенец, посланный Петром I учиться в Голландию корабельному делу. Однако вместо учёбы он обзавёлся семьёй и переселился с молодой супругой в Кейптаун. И хотя реконструировать русское звучание фамилии Илофф представляется затруднительным, легенда до сих пор передаётся из поколения в поколение. Тем не менее, судьба другой семьи — исторически достоверный факт, подтверждение чему можно найти в пятитомном «Южноафриканском словаре биографий». В 1697 году в Капстаде поселился коренной житель Москвы Иоханнес Свелленгребель, родившийся в 1671 году. Его отец был голландским купцом и торговал в Москве, где и умер в 1699 году. Иоханнес, в свою очередь, поступил на службу в Ост-Индскую компанию. Его старший сын, Хендрик Свелленгребель, в дальнейшем стал губернатором Капской колонии.
Небольшие британские поселения (в основном ориентированные на работорговлю) вдоль побережья Западной Африки появились ещё в XVIII веке, однако крупное расселение британцев в Африке началось только в конце XVIII века на мысе Доброй Надежды. Импульсом послужила британская аннексия мыса у голландской Ост-Индии и последующее поощрение переселения в Восточную Капскую провинцию в целях укрепления восточных границ колонии. Шотландцы играли важную роль в британской заморской колонизации, наряду с англичанами, валлийцами и ирландцами. Шотландия поставляла колониальные войска, администраторов, управляющих, старателей, архитекторов и инженеров в колонии по всему миру.
В 1772 году словацкий путешественник и авантюрист Мориц Бенёвский прибыл в Париж, где встретился с королём Франции Людовиком XV, чтобы попросить предоставления возможности действовать от имени Франции в деле колонизации Мадагаскара. После основания на острове города Луибура Бенёвский в 1776 году группой местных племенных вождей был избран правителем. В 1779 году Бенёвский приехал в Америку, где пытался получить поддержку идеи использования Мадагаскара в качестве базы против англичан в американской войне за независимость. Он был убит в 1786 году во время противостояния с французами на Мадагаскаре.

## Дальнейшее расселение

### Освоение Африки первыми поселенцами
Португальские путешественники прибыли на территорию Мозамбика и двух других будущих португалоязычных территорий (Ангола и Португальская Гвинея, ныне Гвинея-Бисау), чтобы поставлять чёрных рабов в Португалию, а затем и в латиноамериканские провинции (Бразилия) для работы на плантациях. Первые постоянные португальские общины в регионе проявились в XVI веке и к XVII веку регион был разделён на «празош» (сельскохозяйственные поместья), в которых жили семьи португальских поселенцев. Мозамбик был объявлен португальской провинцией в 1836 году.
Некоторые из ранних африканеров стали «свободными гражданами» и приступили к очистке и культивированию земель почти необитаемой страны. Объединившись с французскими гугенотами, они освоили площадь около 170 000 квадратных километров, что примерно в шесть раз больше площади Нидерландов. С расширением колонии голландские фермеры (буры) занимали новые большие территории, строя всё больше поселений. К концу XIX века некоторые из них даже пересекли реку Лимпопо, дойдя до Машоналенда — ныне территория Зимбабве.

### Между XIX и XX веком

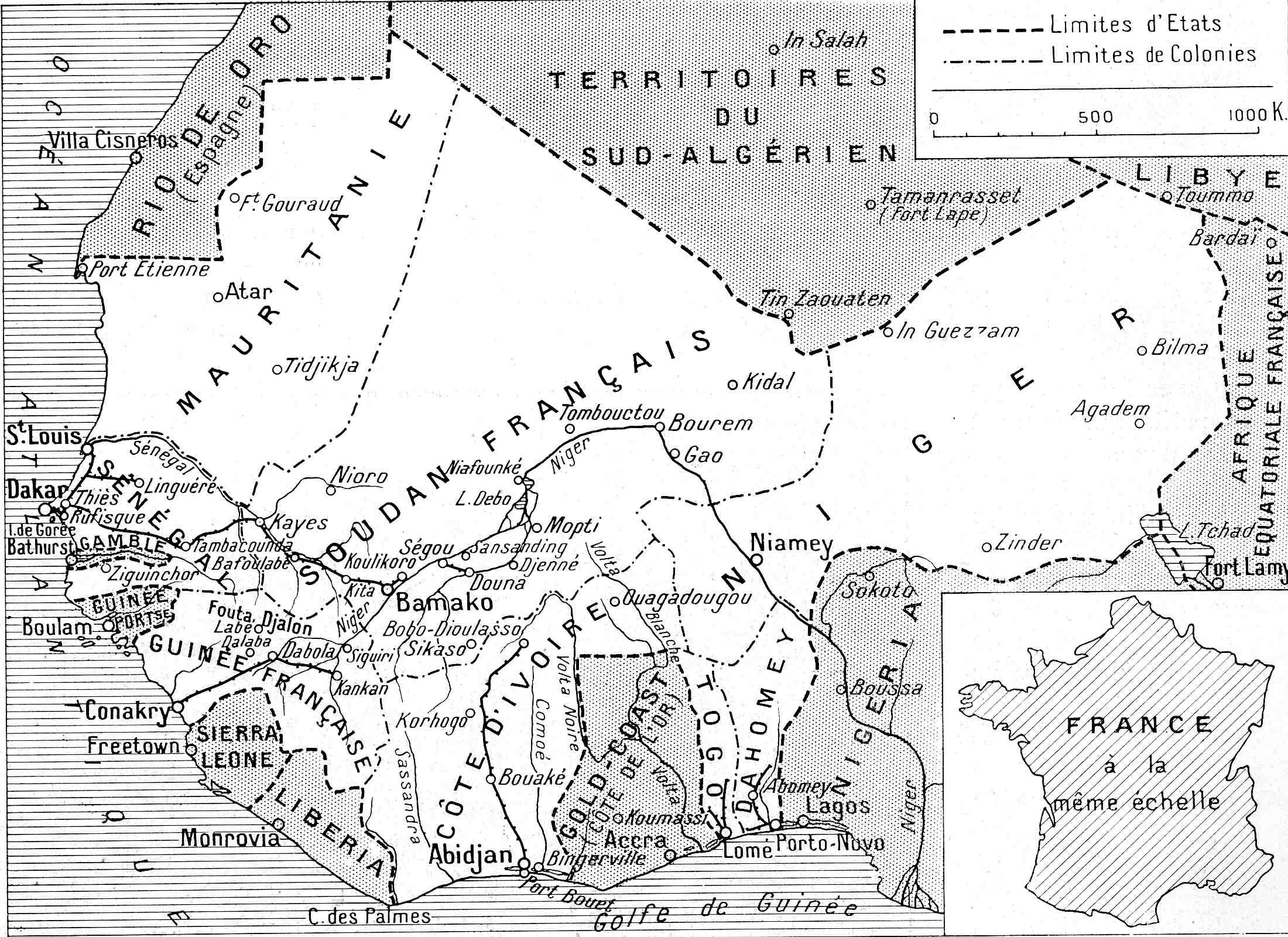
Французская Западная Африка в 1936 году

Франция включилась в колониальный раздел Африки в 1880—1890-х годах и захватила большие территории в глубине континента. В первые годы она управляла ими либо как частью колонии Сенегал, либо как независимыми единицами. Зачастую этими захваченными участками управляли военные офицеры, и на картах они отмечались как «Военные территории». В 1890-х французское правительство начало проводить централизацию этих земель, и все территории к западу от Габона были переданы под начало единого губернатора, который находился в Сенегале и подчинялся напрямую Министру заморских территорий. 16 июня 1895 года был назначен первый Генерал-губернатор Сенегала с резиденцией в Сен-Луи. В 1902 году столица колонии была перенесена в Дакар, а с 1904 года колония стала официально называться «Французская Западная Африка». После образования в 1910 году колонии «Французская Экваториальная Африка» граница между ними прошла по линии современной границы между Нигером и Чадом.
Хотя африканеры всегда были меньшинством населения будущего Зимбабве, некоторые из них, начиная с первооткрывателей, стали постоянным населением, особенно в аграрном регионе Чиву. После 1907 года всё большее число обездоленных буров прибывало на тогдашнюю британскую территорию Южной Родезии в поисках лучших экономических условий. Вскоре они стали объектом дискриминации со стороны других европейцев, которые выразили обеспокоенность по поводу «вторжения бедных голландцев», и то, что они назвали «человеческим крахом Союза». Эта тенденция была осуждена южноафриканской прессой, которая в то же время утверждала, что «расселение африканеров в Родезии в настоящее время приносит серьёзный вред».
В середине-конце XIX века в рамках отдельных экспедиций южноафриканские мигрирующие фермеры (трекбуры) проложили путь в Намибию (с 1884 года — Германская Юго-Западная Африка), чтобы избежать агрессивной британской империалистической политики возврата к традиционной колониальной схеме: привязка к земле, ограничение передвижения. Значительное число трекбуров проникло даже далеко на север Анголы в рамках серии экспедиций Дорсланд Трек. Другие в 1885 году создали независимую республику Апингтонию, хотя она просуществовала недолго.
Наряду с голландцами, в период между XVII и XX веками тысячи фламандцев мигрировали в Капскую колонию и Южно-Африканский Союз. Затем иммиграция в Южную Африку резко замедлилась, но остатки большой фламандской общины по-прежнему проживают в Южной Африке. Многие фламандские колонисты, в том числе фермеры и владельцы шахт, переехали в Бельгийское Конго в колониальную эпоху, закрепив систему расовой сегрегации, которая мало чем отличалась от практиковавшейся европейцами на большинстве других африканских территорий. Отдельные бельгийские районы до сих пор существуют в Киншасе, столице Демократической Республики Конго. Несмотря на массовую эмиграцию белых людей в Бельгию, Нидерланды и Южную Африку во время кризиса в Конго чуть менее 50 000 фламандцев до сих пор живут в этой стране.
По материалам переписи 1875 года в Кейптауне числилось 82 выходца из России. Масштабная эмиграция началась с приходом на царский престол Александра III и с первой еврейской диаспорой, берущей начало из Российской империи, в основном из украинских губерний: Херсонской, Киевской, Екатеринославской, Черниговской, Волынской, Полтавской, Подольской. С 80-х годов XIX века до 1914 года империю покинули более трёх миллионов евреев. Из них примерно сорок тысяч человек поселились в Южной Африке. Тем не менее, многие не потеряли связей с исторической родиной. Как раз в этот период начали налаживаться экономические связи Капской колонии с Россией. К началу первой мировой войны в Кейптауне, Йоханнесбурге, Претории и Порт-Элизабете работали российские консульства. Они функционировали до 1917 года.
Норвежцы появились в Африке в результате неудачной экспедиции на судне «Дебора»: норвежские семьи в 1879 году покинули Берген и должны были создать норвежскую колонию в Индийском океане на атолле Альдабра на Сейшельских островах. Однако миссия была прервана и семьи поселились на Мадагаскаре или в Порт-Натале (современный Дурбан), Южная Африка. Они были первыми норвежцами, которые обосновались на этих землях.
Германия опоздала в плане колонизации Африки, поскольку страна не представляла собой единого целого до 1871 года. Тем не менее, во времена Германской империи она стала активно нагонять другие страны, и многие немцы поселились в Юго-Западной Африке (современная Намибия), а также Южной Африке. Те из них, которые мигрировали в Юго-Западную Африку, сохранили родную культуру, религию и язык, несмотря на то, что в Южной Африке им часто приходилось учить английский или африкаанс в качестве первого языка и принимать другую культуру. Миграционное движение немцев из России было вызвано военной реформой в Российской империи 1874 года, после которой немцы-колонисты стали подлежать воинской повинности. Миграционное движение достигло пика к началу 90-х годов XIX века, затем постепенно пошло на спад и прекратилось вследствие начала Первой мировой войны.
В конце XIX века открытие месторождений золота и алмазов стало дополнительным стимулом колонизации Южной Африки британцами. Районы поисков золота расширялись на север, в Южную и Северную Родезию (ныне Зимбабве, Замбия и Малави). Одновременно британские поселенцы начали экспансию в плодородных нагорьях («Белые нагорья») британской Восточной Африки (ныне Кения и Танзания). Большинство этих поселений не были запланированы британским правительством, и многие колониальные чиновники этим нарушили баланс сил в регионе и поставили под угрозу общеимперские интересы.
В Анголе первоначально проживало около 2000 буров, потомков тех, кто дошёл с экспедицией Дорсланд Трек из Намибии. В течение пятидесяти лет они сформировали анклавы на слаборазвитых португальских территориях, а в 1893 и 1905 году к ним присоединились новые африканерские мигранты. Однако к 1928 году власти Южной Африки договорились о репатриации 300 таких семей в Оучо, где они успешно занялись сельским хозяйством. Оставшиеся африканеры покинули свои дома во время последующих колониальных и гражданских войн в Анголе.

### XX век
Появление греков за пределами Северной Африки датируется началом XX века, когда многие из них поселились в Конго. В частности, существовало греческое сообщество в торговом центре рядом с Луапулой. К 1920 году греческие торговцы и рыбаки сделали своим центром провинцию Катанга и оттуда плыли по реке Конго для торговли в Замбию, где многие и поселились.
Первая волна собственно русских эмигрантов добралась до Южной Африки после Октябрьской революции. При этом лишь небольшое число приехало туда напрямую из России: перед тем, как прибыть на африканский берег, русские обычно путешествовали через Европу или Дальний Восток. Они прибывали на кораблях в Кейптаун, а селились, как правило, в глубине страны. В Йоханнесбурге фактически образовалась русская диаспора. Среди первых, кто сумел закрепиться на новой земле, был петербургский профессор геологии Павел Ковалёв. В 1930 году в Южной Африке поселился другой известный геолог и горный инженер — Павел Назаров. Также в числе известных жителей Африки русского происхождения стоит отметить Михаила Бабичева, эфиопского дипломата и военного деятеля (командовал ВВС Эфиопии), принявшего участие во Второй итало-эфиопской войне.
В Южной Африке в значительной степени прошли две волны португальской иммиграции: одна была постоянным, но небольшим потоком с португальской Мадейры и из самой Португалии, а вторая была переездом этнических португальцев-беженцев из Анголы и Мозамбика после провозглашения их независимости. Причина иммиграции с Мадейры в Южную Африку была как политической, так и экономической. После 1950 года Хендрик Фервурд («архитектор» апартеида) поощрял иммиграцию протестантских англосаксонских народов для укрепления позиций белого населения. Когда эта идея не удалась, он обратил своё внимание на Южную Европу, в том числе на Мадейру, которая страдала от высокого уровня безработицы. Многие иммигрировавшие жители Мадейры и португальцы впервые выделялись из общей массы белого населения своим католическим вероисповеданием и неумением большинства говорить на английском или на африкаанс. В конце концов, они занялись малым бизнесом в Йоханнесбурге или прибрежным рыболовством.

## Общественно-политические процессы

### В британских колониях

#### Англо-бурские войны

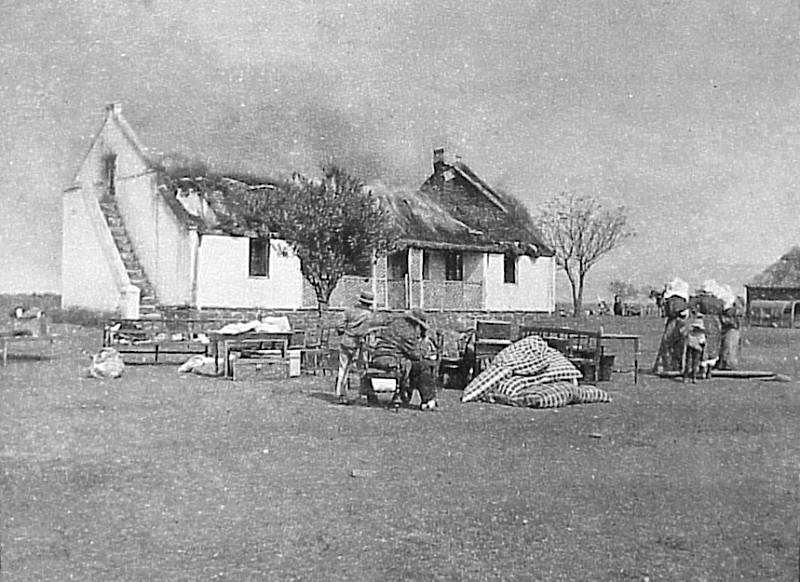
Горящая бурская ферма

Начало XX века ознаменовалось противостоянием британских колонистов и буров — фермеров-африканеров, белых сельских жителей, а также бедных белых — что стало причиной двух англо-бурских войн. Первая англо-бурская война (1880—1881) началась с восстания буров против британского правления в Трансваале, целью восстания было восстановление независимости. Конфликт произошёл на фоне уменьшения эффективности действий правительства Претории в плане борьбы с растущими претензиями на южноафриканскую землю и конкурирующими интересами внутри страны.
Трансвааль, Трансвааль, страна моя!
Ты вся горишь в огне!
Под деревом развесистым
Задумчив бур сидел.
— Первый куплет песни «Трансвааль, страна моя, ты вся горишь в огне…»,
на основе стихотворения Глафиры Галиной «Бур и его сыновья»,
которое было опубликовано осенью 1899 года.
Вторая англо-бурская война (1899—1902) была более длительной, с участием большого числа войск из других британских владений, и закончилась преобразованием бурских республик в британские колонии (с обещанием ограниченного самоуправления). Эти колонии позже входили в состав Южно-Африканского Союза. Британия вела открытую борьбу против республики Трансвааль и Оранжевого Свободного государства, победив сначала непосредственно в войне, а затем в долгой и ожесточённой партизанской кампании. Тактика выжженной земли и интернирования гражданского населения в концлагеря, начатая британским правительством для предотвращения поддержки буров, стала причиной смерти большого количества гражданского населения в Трансваале и Оранжевом Свободном государстве, что привело к значительному снижению поддержки Великобритании в войне мировым сообществом.

#### Колониальная политика С. Родса

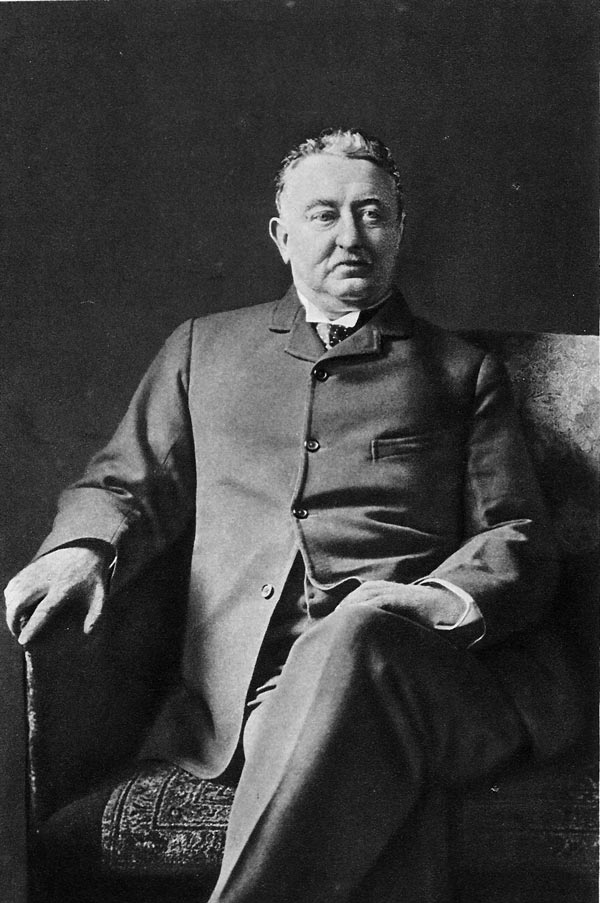
Сесиль Родс, шестой премьер-министр Капской колонии и основатель компании по добыче алмазов «De Beers»

Английский бизнесмен и африканский политик Сесиль Родс использовал своё богатство и связи для организации и поддержки имперской политики Великобритании, в частности для сооружения железной дороги от Каира до Кейптауна и освоения горной местности Восточной Африки и всей южной части Африки к югу от Замбези по колониальному принципу освоения Северной Америки, Австралии и Океании.
Однако смена геополитических приоритетов Британии в сторону защиты экономики метрополии в годы, предшествовавшие Первой мировой войне, существенно снизили количество ресурсов, выделяемых для освоения новых территорий. Первая мировая война, Великая депрессия и общее снижение рождаемости в Британии и Европе, как и ожидалось, снизило число переселенцев. Тем не менее, тысячи колонистов прибывали каждый год в течение десятилетия, предшествовавшего Второй мировой войне, в основном в Южную Африку, где рождаемость среди британских африканцев внезапно увеличилась. Несмотря на общее изменение британской политики в отношении оказания поддержки в создании европейских поселений в Африке и постепенный отказ британского правительства и высших классов от поддержки идеи отдельности и особенности европейцев, большое количество британских сепаратистов прочно укоренились в Южной Африке, Родезии и Кении.
Во время и после англо-бурской войны некоторые семьи африканеров эмигрировали в Британскую Восточную Африку, оседая в основном в плодородной долине Рифт-Валли. Многие вернулись на родину в 1930 году, после ряда неудачных противостояний с кенийскими племенами. Часть, однако, по-прежнему сосредоточена вокруг Элдорета в наши дни.
| Год  | Южная Родезия | Южная Родезия | Северная Родезия | Северная Родезия | Ньясаленд | Ньясаленд |
| ---- | ------------- | ------------- | ---------------- | ---------------- | --------- | --------- |
| Год  | Белые         | Чёрные        | Белые            | Чёрные           | Белые     | Чёрные    |
| 1927 | 38 200        | 922 000       | 4000             | 1 000 000        | 1700      | 1 350 000 |
| 1946 | 80 500        | 1 600 000     | 21 919           | 1 634 980        | 2300      | 2 340 000 |

#### Процессы второй половины XX века
В соответствии с общей тенденцией отказа государств от колониального устройства, во время Холодной войны правительству Британии пришлось отказаться от дальнейших планов Сесиля Родса по созданию в Африке «непрерывного пояса британских владений», что поставило британских поселенцев в изолированное положение. Партизанские силы чёрных националистов получали помощь от стран социалистического лагеря в виде оружия, что вскоре ещё более усложнило положение колонистов. Такие тенденции привели к смене менталитета белых жителей в сторону большей замкнутости, что, в свою очередь, ухудшило связь с правительствами Великобритании и Британского Содружества.
Результатом ухудшения отношений британских колоний с метрополией стал ряд конфликтов, которые в конечном итоге привели к снижению численности белых африканцев из-за эмиграции и естественной смертности. Многие были убиты, десятки тысяч уехали, увезя с собой всё, что можно. Многие из тех, кто остался, подверглись запугиванию и угрозам со стороны правительства, политических и военизированных организаций. Однако вскоре последовала массовая иммиграция для поддержки безопасности и защиты прав белых в Южной Африке, в итоге страну стала населять крупнейшая популяция белого населения, которая в настоящее время насчитывает 1 755 100 британских южноафриканцев. С началом апартеида большинство британских южноафриканцев были в основном заинтересованы в сохранении и даже укреплении связей с Соединённым Королевством. Однако они в значительной степени уступали в численности африканерам, которые предпочитали республиканский строй, и на референдуме проголосовали против того, чтобы стать частью Британского Содружества.
В начале XX века некоторое число африканеров переселилось в Германскую Восточную Африку, где они были наделены колониальными властями землёй для попытки подъёма сельскохозяйственного производства. Позже данная территория перешла к Великобритании из-за поражения Германии в Первой мировой войне, Лондон не проводил кардинальных реформ. Численность африканеров упала накануне провозглашения независимости Танзании в 1961 году.

### Мадагаскарское восстание

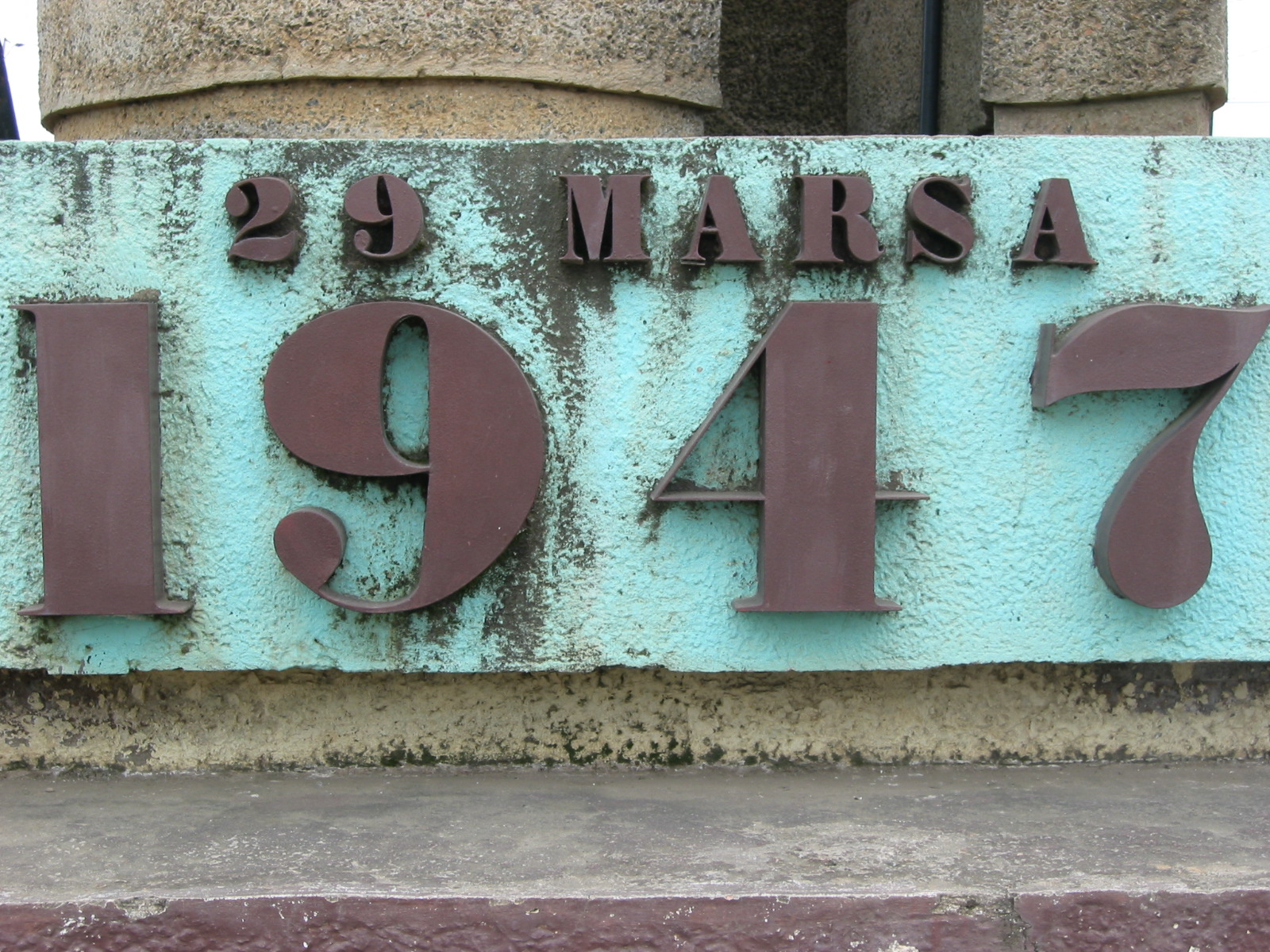
Монумент памяти малагасийского восстания

29 марта 1947 года началось Мадагаскарское восстание, которое было направлено против колониального французского присутствия на острове и было подготовлено местными националистами. Французское правительство во главе с социалистом Полом Рамадье жестоко его подавляло, это стоило многих жизней. Источники французских властей оценивают потери от 8000 до 10 000 и более 80 000 эвакуированных из зоны боевых действий, в то время как Пьер де Шевинье в своём отчёте делает вывод, что население фактически не могло никуда бежать, и было убито 80 000—90 000 местных жителей. Современные оценки более умеренны и приводят цифры между 30 000 и 40 000 жертв. Автономия была получена в 1958 году, впоследствии в 1960 году страна стала независимой.

### Алжирская война
В Северной Африке с 1840-х годов селилось большое количество французов. К концу французского правления в начале 1960-х годов на севере Африки проживало более одного миллиона алжирцев европейского, в основном французского происхождения, в 1962 году они составляли около 16 % населения Алжира. В Тунисе в 1956 году проживало 255 000 европейцев. Марокко было домом для полумиллиона европейцев. Французское законодательство упростило для этнических французов из бывших колоний в Африке, Индии и Индокитае процедуру иммиграции во Францию. 1 600 000 европейцев эмигрировали из Алжира, Туниса и Марокко.
Алжирская война стала неоднозначным военно-политическим конфликтом, для которого были характерны партизанские действия и проведение антипартизанских операций, городской терроризм, использование обеими сторонами пыток. Она является одним из переломных событий в истории Франции второй половины XX века, став причиной падения Четвёртой республики, двух путчей в армии и образования тайной ультранационалистической организации ОАС, пытавшейся путём террора заставить французское правительство отказаться от признания независимости Алжира. Усиливал конфликт также тот факт, что Алжир по действовавшему тогда законодательству был неотъемлемой частью Франции, и некоторые слои французского общества воспринимали алжирские события как мятеж и угрозу территориальной целостности страны. Десятилетия спустя события 1954—1962 годов трактуются во Франции весьма неоднозначно; подтверждением этому является тот факт, что Национальное собрание лишь в 1999 году официально признало боевые действия в Алжире «войной», до этого в историографии использовался термин «восстановление общественного порядка».
Алжирское общество также остаётся под влиянием отдалённых последствий войны. Ряд существовавших в 1950—1960-е годы группировок вёл борьбу не только с французами, но и между собой (в том числе на территории метрополии). Массовое убийство европейских поселенцев в Оране после заключения перемирия до сих пор не признано алжирским правительством.

### Ситуация в бельгийских колониях
В Бельгийском Конго, крупнейшей заморской территории Бельгии, европейские миссионеры, корпорации и чиновники проводили политику всеобъемлющей политической, социальной, экономической и культурной гегемонии метрополии. Эта тенденция была нарушена в 1955 году, однако предложение относительно ограниченной независимости вызвало протесты влиятельных конголезских слоёв общества. Впоследствии бельгийская исследовательская комиссия порекомендовала сложную схему, которая должна была привести к постепенному достижению самоуправления Конго к 1975 году, однако она была отклонена самыми воинственными националистами, которые требовали немедленного провозглашения независимости.

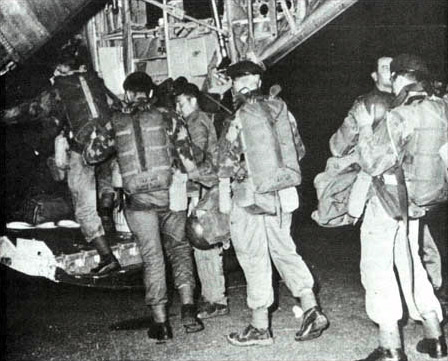
Бельгийские военные готовятся к операции по освобождению заложников (ноябрь 1964 года)

Мнения относительно всё более проблемного колониального вопроса варьировались в расколотом по лингвистическим, религиозным, идеологическим признакам бельгийском обществе. В частности, валлоны (романский народ из южных провинций Бельгии) возмущались, считая, что дорогостоящая колониальная политика выгодна только крупным корпорациям.
5 июля 1960 года, через пять дней после того, как Республика Конго получила независимость от Бельгии, члены гарнизона жандармерии Force Publique, расположенного рядом с Леопольдвилем, взбунтовались. Африканские солдаты, возмущённые тем, что независимость принесла лишь небольшое изменение их статуса, свергли 1000 своих бельгийских офицеров из командной структуры. Новое правительство реагировало медленно, среди 120 000 бельгийских поселенцев, всё ещё проживавших на территории, началась паника, бродячие группы мятежников атаковали европейские поселения, совершая большое количество безнаказанных убийств. Попытка Бельгии защитить своих граждан с помощью военной силы только усугубила ситуацию, в течение первых десяти дней после провозглашения независимости белые государственные служащие массово покинули страну. Преимущественно белые судьи также бежали по мере нарастания хаоса, что нанесло серьёзный удар по судебной системе. Дальнейшее развитие страны вошло в историю под названием Конголезский кризис. По мнению нескольких авторитетных наблюдателей, это была «худшая катастрофа в этом роде бедствий».
В 1965 году в стране оставалось 60 000 бельгийцев, расселившихся по всему Конго.
В Руанде в конце XX века проживало, по крайней мере, 3 000 фламандских поселенцев, хотя многие из них были убиты вследствие геноцида против представителей этнического меньшинства страны — народности тутси, и против хуту. Это, вероятно, в значительной степени было спровоцировано тем, что бельгийские колонизаторы предлагали лучшие возможности образования и трудоустройства для народа тутси, чем для хуту, которые контролировали правительство во время геноцида. Радио сообщало передаваемые со стороны экстремистов хуту призывы убивать белых руандийцев, в том числе бельгийского происхождения, несмотря на то, что сама Бельгия пыталась сохранять нейтралитет во время конфликта 1994 года.

### Ситуация в Южной Африке и апартеид
После восстания Марица родезийские власти осознали, что не могут полагаться на африканеров в борьбе с Германской империей. В последующие десятилетия наблюдался резкий разрыв между африканерами и их англоязычными соотечественниками, включая различия в культуре, а также доходах, образовании и общественном влиянии. Африканеры считались самой консервативной в Родезии белой общиной, они почти единогласно протестовали против многорасовой школьной системы и не шли ни на какие уступки в отношении равного распределения земли с чёрными африканцами.
В результате последующей войны в Южной Родезии и появления на карте мира Зимбабве под руководством премьер-министра Роберта Мугабе к 1980 году более одной пятой белых родезийцев, в том числе большинство африканеров, эмигрировали за границу.
В это время в ЮАР проводилась официальная политика апартеида, идеологом которого стал политик голландского происхождения Хендрик Фервурд. Данная политика заключалась в расовой сегрегации, которая проводилась Национальной партией ЮАР. Чёрное население страны должно было проживать в специальных резервациях — бантустанах, покидать которые можно было лишь при наличии разрешения. В ходе внедрения системы апартеида чернокожие жители ЮАР были лишены почти всех гражданских прав. В первые годы апартеида численность белого населения выросла за счёт иммигрантов из Германии, Нидерландов и других стран и достигла 21 % в 1940 году.
Противостояние апартеиду стало одной из главных задач ООН в 1970-х и 1980-х годах. К борьбе подключились и многие международные правозащитные организации. В ЮАР также активно действовало внутреннее диссидентское движение. Падение режима апартеида связывается с активной деятельностью Нельсона Манделы и его сторонников из Африканского национального конгресса (АНК). Весомую роль в упразднении системы апартеида сыграл президент ЮАР Фредерик де Клерк, который объявил амнистию политзаключённых. Передача власти сопровождалась столкновениями между белым и чёрным населением, которые продолжались вплоть до президентских выборов, на которых победил Нельсон Мандела.

## Влияние деколонизации

### Португальцы
В 1960 году Анголу населяло до 300 000 португальских поселенцев, которые сделали значительный вклад в её экономику. Во время войны за независимость Анголы, которая началась в 1961 году, пришёл конец колониального развития Анголы, и имел место приток португальских военнослужащих, гражданских служащих и других людей. Как следствие, количество проживающих в Анголе португальцев поднялось до 350 000. Это число могло быть выше, если бы значительная часть поселенцев не уехала в другие страны, в частности Намибию, Бразилию, Южную Африку и Соединённые Штаты. В то время, как большинство белых, проживавших тогда в Анголе, были на стороне Португалии для подавления антиколониального восстания, меньшинство было солидарно с националистическим движением, а некоторые даже присоединились к ним в их борьбе за независимость. Когда режим «Нового государства» в Португалии был свергнут в ходе военного переворота в 1974 году (Революция гвоздик), и колониям была предоставлена независимость новым правительством, подавляющее большинство белых покинуло Анголу после обретения ею независимости в 1975 году. Большинство из них отправилось в Португалию, где они были названы «реторнадуш» и не всегда приветствовались, а другие переехали в соседнюю Намибию (тогда территория Южной Африки), Южную Африку, Бразилию, или Соединённые Штаты.
Среди эмигрирующих португальских гражданских лиц многим было разрешено взять с собой только один чемодан и 150 эскудо, все бытовые товары должны были остаться в домах, в то время как некоторым было разрешено забирать предметы домашнего обихода и даже автомобили на корабли. Другие садились на самолёты в аэропорту Луанды, которых прибывало по 500 в день, однако не было достаточного количества рейсов для покрытия спроса. Новое правительство дало всем оставшимся португальским поселенцам несколько месяцев, чтобы получить ангольское гражданство или покинуть страну. Значительное меньшинство из них выбрало Анголу, некоторые из них принимали активное участие в конфликте деколонизации и в ангольской гражданской войне в большей степени на стороне МПЛА.
К началу XX века правительство метрополии увеличило максимально допустимые объёмы эмиграции белых для поселения в регионе, в Мозамбике стало жить 370 000 португальских поселенцев, которые к 1960-м улучшили экономику страны. Именно в это время, когда Антониу ди Оливейра Салазар руководил Португалией, несколько тысяч португальских граждан бежали в другие страны, особенно в соседние Родезию и Южную Африку, а также Бразилию и Соединённые Штаты. Чёрные, некоторые мулаты и белые восстали против португальского правления в 1974 году. Подготовка к построению социализма в Португалии привела к провозглашению независимости заморских колоний в 1975 году. Большое количество жителей португальской национальности эмигрировало в Португалию, где они были названы «реторнадуш», другие переехали в соседние Малави, Зимбабве, Южную Африку, Бразилию или Соединённые Штаты. Как и в Анголе, среди эмигрирующих португальских гражданских лиц многим было разрешено взять с собой только один чемодан и 150 эскудо, все бытовые товары должны были остаться в домах. Всем остальным португальским поселенцам правительство дало 3 месяца на решение выбрать гражданство Мозамбика и вступить в партию ФРЕЛИМО или уехать. Многие люди хотели остаться в Мозамбике, но не хотели вступать во ФРЕЛИМО. Это вызвало серьёзные проблемы, и у многих не было выбора, кроме как уехать. Впоследствии во многих газетах и многими политиками Мозамбика было отмечено, что «белые бросили страну». Это не отвечало действительности. Ещё тысячи португальцев покинули страну в течение последующей гражданской войны, большинство из них бежали в Южную Африку, Свазиленд или Португалию.
Когда в 1996 году было основано Содружество португалоязычных стран, многие португальские бразильцы прибыли в Мозамбик в экономических целях и чтобы получить образование. Это способствовало увеличению количества говорящих на португальском языке, особенно в отдалённой сельской местности, и улучшению экономики, в частности вырос курс метикала по отношению к евро. Многие из них остались в Мозамбике навсегда. Многие другие португальские поселенцы вернулись из Португалии, по оценкам посольства Мозамбика, их было около 6000 человек.
После того, как Ангола отказалась в 1991 от социалистического режима, принятого после независимости в 1975 году, многие ангольцы португальского происхождения вернулись в Анголу. В связи с экономическим бумом в Анголе, который начался в 1990-х, всё большее число португальцев, никогда не бывших в Анголе, иммигрировали в страну по экономическим причинам. В 2008 году Ангола была самым предпочтительным местом для португальских мигрантов в Африке. Их миграция увеличила количество португальцев до 120 000. В последние годы большинство из них не считают себя «португальскими ангольцами» и не имеют ангольских паспортов. Чёрные ангольцы все более неохотно мирятся с тем, что белые могут быть ангольскими гражданами.

### Британцы
Накануне независимости Замбии в 1964 году в стране (Северной Родезии до провозглашения независимости) проживало около 70 000 европейцев (в основном англичане), что составляло примерно 2,3 % от всего населения в 3 000 000 жителей на то время. В Замбии была другая ситуация по сравнению с другими африканскими странами. Для страны была характерна сегрегация, подобно ЮАР, Родезии (Зимбабве) и Юго-Западной Африке (Намибии), но так как европейцы составляли меньшую часть населения, они не доминировали в сфере политики. Были несколько городов в Северной Родезии, которые имели британские топонимы, но все названия, кроме Ливингстона, были изменены, когда государство стало независимым или вскоре после этого.
В 1965 году в Кении проживало 60 000 белых поселенцев. В настоящее время, по оценкам, в Кении проживает 30 000 белых. Тем не менее, наблюдается рост числа британских экспатриантов, численность которых, согласно BBC, составляет около 32 000. Известными британцами, родившимися в Кении, являются шоссейный велогонщик Крис Фрум и учёный-эволюционист Ричард Докинз.
По версии журнала «Time», почти 10 000 белых угандийцев британского происхождения жили при режиме Иди Амина в 1972 году. В ходе массового террора Амин пытался влиять на экономику страны. Правительство Иди Амина начало проведение активной политики «африканизации» экономики (в том числе решение от 18 декабря того же года о передаче угандийцам всех плантаций), укрепления государственного сектора и одновременно поощрения национализации частного предпринимательства в области внутренней торговли. В связи с последующим ухудшением условий режима Амина (в том числе постоянная угроза насильственного изгнания), большинство местного англо-африканского населения эмигрировало в Объединённое Королевство и Южную Африку.
Британское население Анголы оценивается приблизительно в 700 человек. Когда Ангола обрела независимость от Португалии в 1975 году, большинство британцев Анголы переселились обратно в Великобританию, Южную Африку, Намибию, Зимбабве, Португалию или Бразилию. Между тем большинство британцев Мозамбика либо уехали в Зимбабве, Южную Африку либо в Великобританию. Однако, ещё до 1975 года число британцев в Анголе и Мозамбике было небольшим, особенно по сравнению с португальцами.
В Мозамбике численность британского населения оценивается в 1500 человек. Когда Мозамбик получил независимость от Португалии в 1975 году, большинство британцев либо уехали в Родезию и Южную Африку, либо переселились в Португалию и Бразилию. Так как Мозамбик является членом Содружества наций, британским поселенцам жить там довольно просто. Однако, как и в Анголе, британское население в Мозамбике было мизерным по сравнению с португальцами.
Белое население в Зимбабве снизилось с около 300 000 (пиковый показатель) в 1975 году до 170 000 в 1982 году и было оценено на уровне не более 50 000 в 2002 году, а, возможно, и гораздо ниже. Численность греческой общины в Зимбабве оценивалась в промежутке между 13 000 и 15 000 человек в 1972 году, но после ухудшения внутренней финансовой ситуации в Зимбабве на порядок уменьшилась.
В отличие от других стран британской Центральной Африки, Зимбабве (бывшая Родезия) когда-то могла стать «страной белых людей», то есть быть под контролем и постоянно управляться европейскими колонистами. До провозглашения независимости Зимбабве в 1980 году белые родезийцы преобладали над коренным населением политически, социально и экономически. Белые насчитывали 240 000 человек в конце 1979 года. Гражданами британского происхождения являлись, по крайней мере, три четверти, преобладали переселенцы из Англии или Уэльса, в то время как шотландцы были в меньшинстве. Большинство из них были довольно недавними иммигрантами, особенно квалифицированные рабочие, которые были привлечены экономическими возможностями, обещанными и предложенными Родезией, чего не могла предоставить их разрушенная войной родина. На протяжении 1960-х годов к ним присоединились жители Южной Африки и белые переселенцы из бывших колоний в других местах.
После 1994 года сотни тысяч британских южноафриканцев эмигрировали и начали новую жизнь за границей, они переселились в Великобританию, Австралию, Новую Зеландию, США, Канаду, Нидерланды и Ирландию. Несмотря на высокие темпы эмиграции, большое количество белых иностранных иммигрантов из таких стран, как Великобритания и Зимбабве, переехали в ЮАР. Например, в 2005 году, по оценкам, в Южной Африке проживало 212 000 британских граждан. К 2011 году это число, возможно, выросло до 500 000. С 2003 года количество британских иммигрантов, приезжающих в Южную Африку, возросло на 50 %. По оценкам, в 2007 году 20 000 британских иммигрантов переехали в Южную Африку. Южная Африка пользуется популярностью у британских пенсионеров и пенсионеров Африки.

### Испанцы

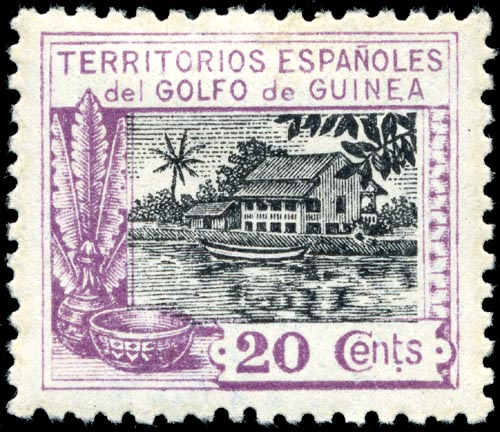
Испанская марка, изображающая плантацию в Гвинее (1924 год)

Испанцы проживали в Экваториальной Гвинее (под властью Испании страна была известна как Испанская Гвинея) в течение многих лет, первыми поселенцами были управляющие плантациями родом из Валенсии, жившие некоторое время в стране, прежде чем вернуться в Испанию. Немногие испанцы остались в Испанской Гвинее навсегда, большинство покинуло страну через несколько лет. После обретения независимости в 1968 году Гвинея имела один из самых высоких доходов на душу населения в Африке (332 доллара США). Весной 1969 года вследствие кризиса в Экваториальной Гвинее испанская армия была вынуждена эвакуировать до 8000 человек. Испанцы также помогли Экваториальной Гвинее достичь одного из самых высоких на континенте уровня грамотности и разработали развитую сеть медицинских учреждений.
Многие испанцы остались в Гвинее, когда колония получила независимость в 1968 году, текущие показатели численности населения испанцев варьируются от 5000 (1 % населения) до 16 000 (примерно 3 %). После обретения независимости государством многие испанские названия городов и прочих географических объектов в Экваториальной Гвинее были изменены на африканские, в том числе была переименована столица, Малабо (ранее Санта-Исабель), и остров, на котором она находится, Биоко (бывший Фернандо-По).

### Немцы

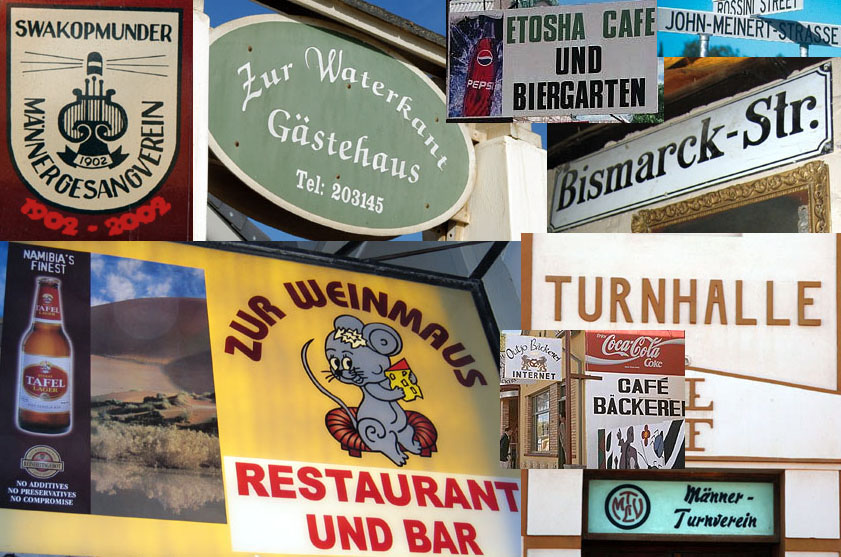
Реклама на немецком в Намибии

В отличие от других европейцев в Африке, когда многие африканские страны получили независимость, немцы (наряду с англичанами и голландцами) остались в Намибии, сохранив политическое господство (в то время подмандатная территория ЮАР). Намибия управлялась как провинция Южной Африки в эпоху апартеида, хотя южноафриканское право не было широко признано на международном уровне. Немецкое влияние в Намибии было достаточно сильным и заметным. После обретения независимости многие крупнейшие города страны сохраняют свои немецкие названия, к ним относятся Людериц, Грюнау, Мальтахёэ, Шукманнсбург, Виндхук. В южных регионах, таких как Карас и особенно Хардап (около 80 % населённых пунктов), подавляющее большинство городов носит немецкие названия, или названия на смеси немецкого, африкаанса и английского языков.

## Современная ситуация
| 0–20% 20–40% 40–60% | 60–80% 80–100% |

Процент белых южноафриканцев в пропорции к общей численности населения.

Разнообразные европейские этнические группы Африки были когда-то распространены на территории континента более равномерно, однако в настоящее время каждая европейская этническая группа наиболее многочисленна в Южной Африке. В ЮАР можно найти практически все европейские этнические группы.
По оценкам, 100 000 европейцев проживают в Тунисе, большинство из них французы, некоторые — итальянцы. По состоянию на 31 декабря 2011 года во всех трёх странах, Алжире, Марокко и Тунисе, проживало 94 382 французских гражданина. В Марокко насчитывается около 100 000 европейцев, большинство из них французы.
Значительное количество англо-африканского народа является гражданами Ганы, Намибии, Танзании, Свазиленда (3 % населения), Нигерии, и Ботсваны. Примерно 300 англо-африканцев живут на Мадагаскаре.
Сегодня в Намибии насчитывается около 20 000—50 000 немцев (32 % белого населения, и 2 % населения страны), их значительно больше, чем англичан и многих представителей чёрных этнических групп. Число этнических немцев в стране неточное, потому что многие намибийцы немецкого происхождения больше не говорят на немецком и иногда предпочитают быть классифицированы как африканеры.
Текущие оценки африканерского населения на территории Намибии дают цифры от 60 000 до 120 000 человек; они по-прежнему составляют большинство белых граждан страны. 45 % лучших сельскохозяйственных угодий в настоящее время принадлежат намибийцам европейского происхождения, в основном африканерам, которые содержат собственные ранчо.

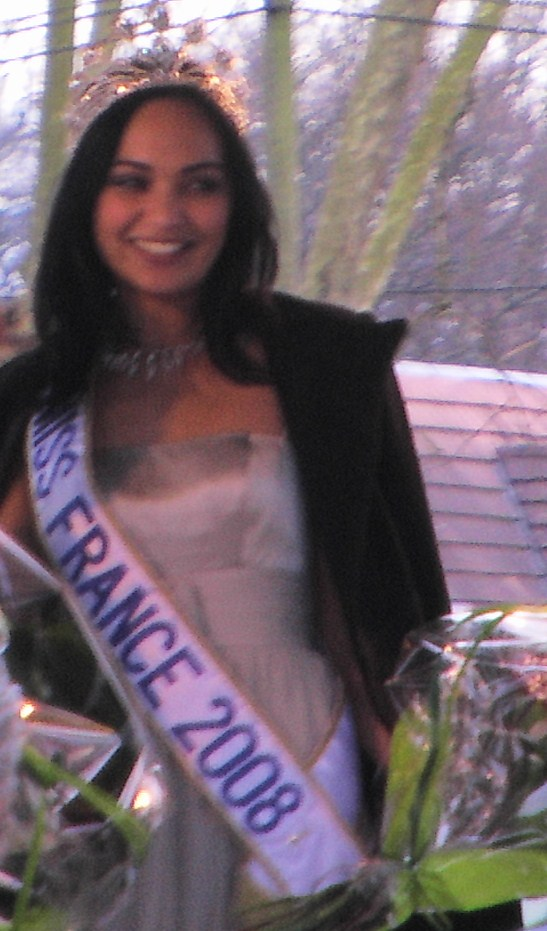
Валери Бег

В Западной Сахаре проживают 10 000 этнических испанцев, они эмигрировали в страну во время правления Франсиско Франко. Большинство испанских экспатриантов покинули родину после подписания Мадридских соглашений.
В Анголе зарегистрировано 4000 французов. Около 37 000 франко-маврикийцев (2 % населения) проживают в Маврикии, где являются самой богатой этнической группой. По состоянию на 31 декабря 2011 года в Западной и Центральной Африке проживало 83 276 французских граждан. Реюньон, французский остров в Индийском океане, населяют в основном жители французского происхождения, которые, по оценкам, составляют около 30 % населения. Бывший премьер-министр Франции Раймон Барр и мисс Франция 2008 Валери Бег родом из Реюньона.
Значительное число французов проживает и на Мадагаскаре. По оценкам, 20 000 французских граждан жили и работали на Мадагаскаре в 2011 году. В настоящее время около 120 000 человек, или 0,6 % от общей численности населения, являются французами. Это сообщество является потомками бывших французских поселенцев, которые обосновались на Мадагаскаре в XIX веке. Ещё 80 000 человек классифицируются как реюньонские креолы, в результате чего общее число людей с французской родословной достигает примерно 1 %. Таким образом, Мадагаскар населяет крупнейшая в процентном соотношении французская диаспора в Африке к югу от Сахары после французского заморского региона Реюньон.
В начале XXI века белое население Руанды составляет около 6000 человек, многие из которых фламандского происхождения, они являются частью большой «обратной диаспоры».

## Культура

### Французское влияние
Большое количество французских гугенотов поселилось в Капской колонии после изгнания их из Франции в XVII веке. Кроме того, местное население не понимало французский язык, и гугеноты-поселенцы полностью ассимилировались с культурой африкаанс. Тем не менее, этот ранний контакт французов с Африкой можно чётко проследить по названиям исторических городов таких, как Куртаи, и в фамилиях многих африканеров, таких как Терон, Дюплесси, Жубер, Ле Ру и так далее. Французская Южноафриканская община является одной из крупнейших среди всех французских африканских общин. Есть большое количество городов и пригородов в Западной Капской провинции, которые носят французские названия. Между 1945 и 1969 годами многие французы иммигрировали в Южную Африку из Маврикия. В 1981 году их население в провинции Квазулу-Натал было оценено в более чем 12 000 человек.
Франсхук (с африк. — «французский угол») — это большой город в Западной Капской провинции, названный так французскими гугенотами, которые путешествовали и селились там. В городе ощущается значительное французское влияние, которое проявляется прежде всего в названиях улиц, таких как улица Ла-Рошель, улица Бордо, улица Гугенотов, улица Ру Малербе и другие. Близлежащие фермы, деревни и сёла также часто носят французские имена, такие как Ла-Ру, посёлок к северу от Франмхука; Шамони и так далее. Многие здания, возведённые во Франсхуке, были освящены гугенотами, в городе даже установлен памятник гугенотам. Город является фактически единственным местом в стране, где сохранилась культура гугенотов при том, что гугеноты ассимилировались с африканерами в плане культуры.
| Северная Африка | Численность | Франкоязычная Африка | Численность | Нефранкоязычная Африка | Численность |
| --------------- | ----------- | -------------------- | ----------- | ---------------------- | ----------- |
| Марокко         | 45 269      | Мадагаскар           | 18 814      | ЮАР                    | 7209        |
| Алжир           | 30 344      | Сенегал              | 18 332      | Ангола                 | 2067        |
| Тунис           | 22 221      | Кот-д’Ивуар          | 13 778      | Нигерия                | 1851        |
| Ливия           | 256         | Габон                | 11 153      | Кения                  | 1440        |

### Британское влияние
С 1870-х годов в Ньясаленде (Малави) шотландская церковь начала миссионерскую работу, одним из самых выдающихся шотландских миссионеров является Давид Ливингстон. Их давление на британское правительство привело к тому, что Ньясаленд оказался под британским протекторатом. Здесь было создано небольшое шотландское сообщество. Другие шотландцы иммигрировали в Южную Родезию (Зимбабве), Северную Родезию (Замбия и Южная Африка).

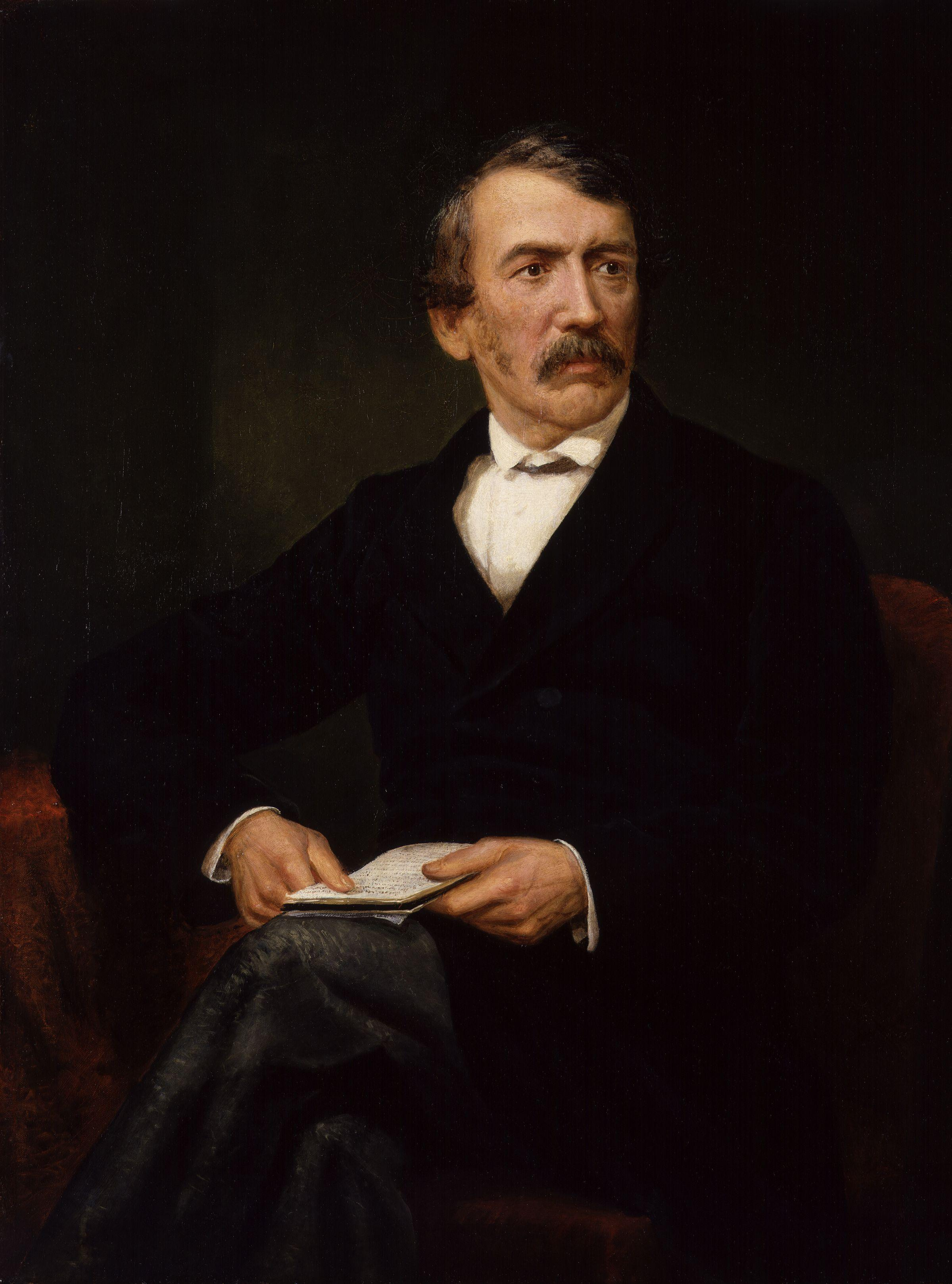
Давид Ливингстон

Самый крупный коммерческий город (он же столица) страны, Блантайр, был назван в честь шотландского города, где родился Давид Ливингстон. Это название, в отличие от многих других, не было изменено после обретения независимости государством, что является свидетельством уважения африканского народа по отношению к Ливингстону. Причина небольшого числа европейцев в стране является следствием, в основном, отсутствия минеральных ресурсов (Северная Родезия была богата медью, Южная Родезия — золотом).
По сей день большинство шотландцев в Африке проживают в ЮАР и до XXI века в Зимбабве (бывшая Родезия). Большинство шотландских переселенцев из Родезии уехали в Южную Африку после обретения независимости Зимбабве и после экономических и политических проблем в 2001 году. О постоянном шотландском влиянии свидетельствует проявление и поддержка традиций Игр Горцев, а также популяризация волынок, особенно в провинции Наталь. Связи между Шотландией и Малави остаются ощутимыми и в наши дни.
Ярким примером сегрегации в Замбии до обретения независимости был город Ливингстон, расположенный на границе с Зимбабве. Город населяли преимущественно белые люди, при этом рядом располагались чёрные посёлки, которые также были характерны для Южной Африки и Намибии. В Замбии, однако, Ливингстон был одним из немногих мест в стране, которые использовали эту систему. Британские колонисты увековечивали себя в названиях городов и других населённых пунктов. Ливингстон (который в настоящее время является единственным городом, сохранившим британское название) хотели переименовать в Марамбу, но решение было затем отменено.
Когда Замбия стала независимой в 1964 году, большинство белых поселенцев уехали в Родезию путём простого пересечения границы. Был основан почти идентичный город рядом с водопадом Виктория по другую сторону границы, он развивался за счёт белых людей. Это позволило им улучшить ситуацию в Родезии, и, следовательно, старый город вскоре пришёл в запустение. Однако экономические проблемы в Зимбабве начала XXI века внесли свои коррективы, замбийская сторона стала более привлекательной для туристов и, следовательно, Ливингстон вновь стал процветать (за счёт близости к водопаду Виктория).

### Немецкое влияние

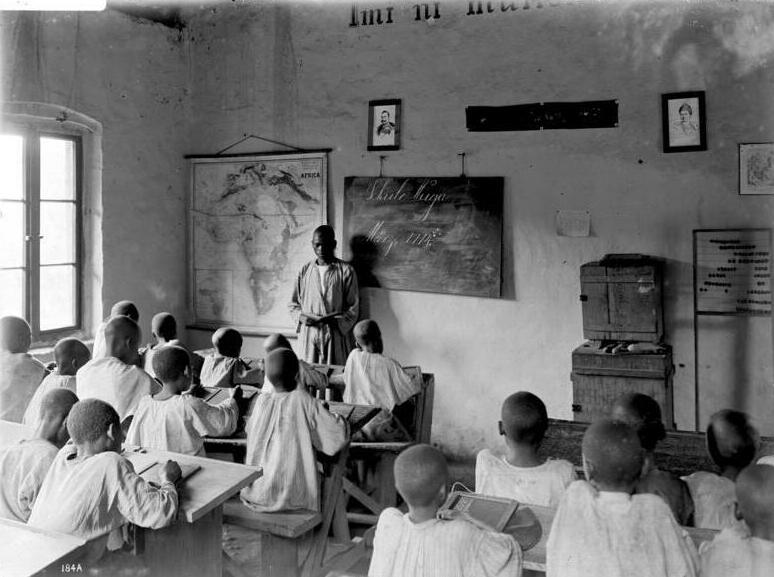
Класс в немецкой восточно-африканской школе

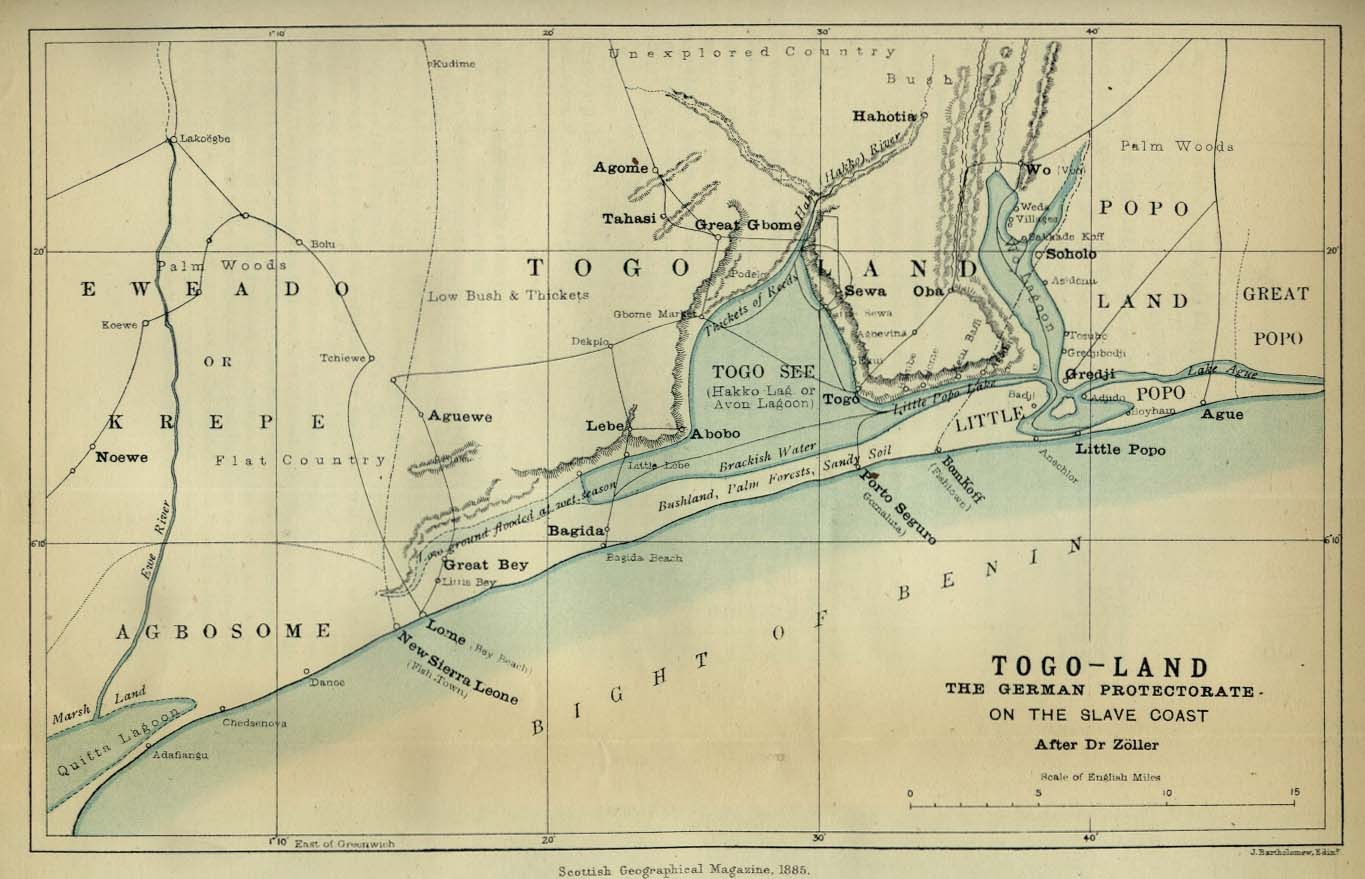
Карта немецкого Того (1885 год)

Того было немецкой колонией с 1884 по 1914 год. В 1895 году в столице, Ломе, проживал 31 немец и 2084 туземцев (примерно 1 % от территории современного города). К 1913 году коренное население увеличилось до 7042 лиц и немцев — до 194 (территория города увеличилась вдвое), в том числе 33 женщины, в то время как всю колонию населяло 316 немцев, в том числе 61 женщина и 14 детей. Их число уменьшилось после Первой мировой войны. В наши дни в столице осталось очень мало памятников немецкой архитектуры, сохранилась лишь Хинтерландбан, большая немецкая железная дорога, которая ведёт вглубь страны.
Инфраструктура колонии была разработана на одном из самых высоких уровней в Африке. Колониальные чиновники организовали строительство дорог и мостов в горных хребтах и трёх железнодорожных линий от столицы Ломе. Практически всё немецкое влияние и почти вся немецкая колониальная деятельность сосредоточилась в Ломе, немцы продвигались вглубь континента по Хинтерлянбану, организовывая экспедиции в джунгли за ресурсами. Текущее немецкое население Того оценивается в 700 человек.

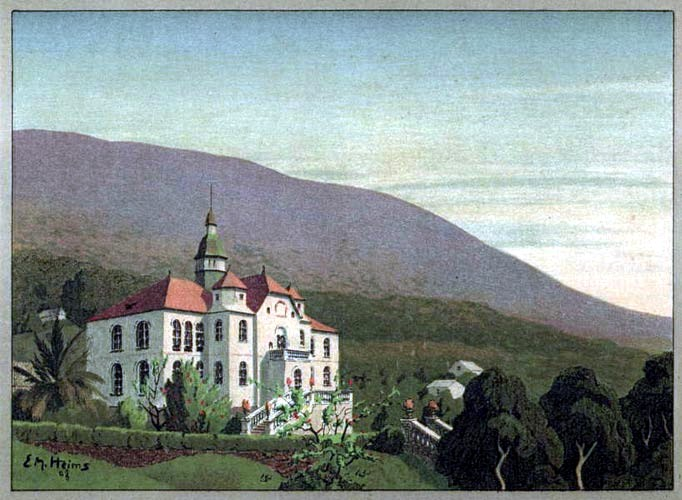
Резиденция губернатора Камеруна в Буэа (1909 год)

Камерун был немецкой колонией между 1884 и 1916 годами. Во время немецкого правления немцев мигрировало мало, многие торговые точки и инфраструктуры были построены, чтобы помочь растущей Германской империи товарами, такими как бананы и полезные ископаемые. Эти торговые посты были наиболее распространены вокруг бывшей столицы и крупнейшего города в Камеруне, Дуалы.
Сама Дуала была известна как Камерунштадт (в переводе с немецкого «Город Камерун») между 1884 и 1907 годами. Большая часть торгового оборота велась с Гамбургом и Бременом, затем было организовано строительство обширной почтово-телеграфной системы. Как и все немецкие колонии (за исключением Юго-Западной Африки) после Первой мировой войны, большинство немцев уехало в Европу, Америку или Южную Африку.
Когда Танзания, Руанда и Бурунди находились под контролем Германии, эта территория называлась Германской Восточной Африкой. В страну начали мигрировать немцы, в 1914 году в Восточной Африке проживало 3579 немцев. В Дар-эс-Саламе, столице, немецкое население выросло до 1050 человек, 0,04 % от населения города и почти треть всего немецкого населения Восточной Африки. В то же время немецкое население было сосредоточено на распространении немецких технологий и науки, а не ассимиляции или германизации страны.
Юго-Запад Намибии стал немецкой колонией в конце XIX века, а с началом Первой мировой войны ряд местных буров добровольно под императорской властью сражались против вторжения союзных войск. После этого конфликта они покинули территорию, находящуюся под южноафриканской оккупацией, тысячи африканерских мигрантов расселились по регионам, чтобы занять имеющиеся участки для скотоводства и земледелия, а также для использования нетронутых ресурсов. Их правительство также взаимодействовало с новым поселением, предлагая кредиты под низкие ставки, необходимое снаряжение и экспроприированные земли для белых переселенцев. Эта политика в целом была признана успешной, а белое население Юго-Западной Африки выросло более чем в два раза по с 1913 по 1936 год.
Намибия — единственная страна за пределами Европы, где большинство граждан — лютеране. Это связано с деятельностью многочисленных немецких миссионеров в XIX веке, благодаря которой народы овамбо и дамара приняли христианство. До 1990 года немецкий был официальным языком Намибии, и в настоящее время является признанным региональным языком (единственный в своём роде случай употребления немецкого языка за пределами Европы).
Большое количество населённых пунктов в Танзании ранее носило немецкие имена. Например, город Касанга был известен как Бисмаркбург. Гора Килиманджаро была известна как Вершина Кайзера Вильгельма. Несмотря на упразднение практически всех немецких географических названий после Первой мировой войны, некоторые места всё ещё носят немецкие названия. К ним относится большинство ледников на горе Килиманджаро, такие как Ребманн и Фуртвенглер.
Некоторые здания, построенные в колониальном немецком стиле, всё ещё существуют в крупнейших городах Танзании. Также в стране осталось несколько бывших немецких крепостей, но они находятся в плохом состоянии и требуют капитальной реставрации. Текущие оценки немецкого населения Танзании дают цифру 8500 человек, в два раза больше, чем пик населения во время немецкого колониального господства.
Ряд немецких поселенцев остался в португальских колониях Африки после Второй мировой войны. Они были ассимилированы с португальским населением. Ранее сообщалось о немецком населении Мозамбика численностью 2200 человек, немецкая диаспора не упоминалась в более поздних источниках из-за предполагаемой ассимиляции с другими этническими группами.

### Влияние испанцев и португальцев
Испанцы проживали во многих африканских странах в основном в бывших колониях, в том числе в Экваториальной Гвинее, Западной Сахаре, Южной Африке, Марокко. 94 000 испанцев приняли решение эмигрировать в Алжир в последние годы XIX века; 250 000 испанцев жили в Марокко в начале XX века. Большинство испанцев покинули Марокко после обретения независимости страной в 1956 году, их число уменьшилось до 13 000.
Несмотря на большие потери гвинейских европейцев, особенно испанцев, в период правления Франсиско Масиаса Нгемо, во время которого возрос внешний долг страны, и было отменено обязательное образование, число испанцев несколько увеличилось после того, как он был свергнут. Местные испанцы почти свободно говорят на испанском языке и изучают французский или португальский, которые являются официальными языками страны, как второй язык, иногда наряду с языками коренных народов банту. Практически все являются католиками, под влиянием испанцев среди местного населения также возросло количество католиков. С открытием месторождений нефти и началом экономического «бума» большое количество европейцев, а не только испанцев, иммигрировали для бизнеса в Малабо, они расположились в западной части города и в новых микрорайонах.
Одним из наиболее известных наследий португальских переселенцев в Южной Африке является «Nando’s», сеть ресторанов, созданная в 1987 году, в ней ощутимо португальское влияние колонистов из Мозамбика, многие из которых обосновались в юго-восточной части Йоханнесбурга после провозглашения независимости Мозамбика в 1975 году. В настоящее время в Южной Африке существует португальская община численностью 300 000 человек. Португальские южноафриканцы также отличаются от других белых южноафриканцев тем, что они в основном католики и среди них популярен футбол. Многие футбольные клубы ЮАР были основаны португальцами, наиболее титулованный из них — кейптаунский «Васко да Гама», играющий во второй лиге.

### Греческое влияние
Официальная перепись 1907 года показала, что в Египте живут 62 973 греков. Изгнание 2 500 000 греков из Турции стало причиной большой иммиграции греков в Египет, и к 1940 году греки насчитывали около 500 000 человек. Сегодня греческая община официально насчитывает около 3000 человек, хотя реальная цифра гораздо выше, так как многие греки изменили своё гражданство на египетское. В Александрии, помимо патриархата, существует патриархальная школа богословия, которая открылась, будучи закрытой 480 лет. Церковь Святого Николая и несколько других зданий в Александрии были недавно отреставрированы правительством Греции и Фондом имени Александра Онассиса.
Греческая община в Эфиопии пережила свой расцвет в начале XX века с созданием Священной Митрополии Аксум в Александрийском Патриархате в 1908 году, греческой организации в Аддис-Абебе (1918) и Дыре-Дауа (1921).
В отличие от северной Африки, греки начали появляться в Южной Африке, только начиная с конца XIX века. После бегства греков из Египта вследствие националистической политики Гамаля Абдель Насера греческое население Южной Африки резко увеличилось примерно до 250 000. На сегодняшний день количество греков в Южной Африке оценивается в промежутке между 60 000 и 120 000 человек. Греческие корни имеют южноафриканский коммунист Дмитри Тсафендас, борец за права человека Джордж Бизас, участник чемпионата мира по футболу 2002 Джордж Кумантаракис и многие другие.
В начале и в середине XX века почти во всех бельгийских городах Конго были греческие общины, в которых, как правило, все были родом из определённой части Греции, люди прибывали, обосновывались в Конго и отправлялись за своими семьями. К 1920-м годам были созданы греческие рыбацкие и торговые общины в городах Луапула и Катанга, откуда корабли плыли по реке Конго в Замбию для торговли, там многие и поселились. Торговцы и рыболовы заработали хорошую репутацию и поддерживали дружеские отношения со своими конголезскими и замбийскими коллегами, греки были всегда готовы предложить им помощь или предоставить снасти, обучить навыкам ловли сетями и управления лодками. Когда страна получила независимость в 1960 году, начались ожесточённые столкновения, после которых последовали три десятилетия неопределённости авторитарного режима Мобуту Сесе Секо, который привёл к упадку греческой общины. На сегодняшний день около 100 греков живут в столице Киншасе и 200 — в Лубумбаши.
Греческая община в Африке и сама Греция оказывают гуманитарную помощь таким странам, как Зимбабве. За исключением нескольких землевладельцев и бизнесменов, большинство греков в страны заняты в сфере торговли и других видов деятельности, что в значительной степени способствует развитию экономики страны. В различных городах страны (Булавайо, Мутаре, Гверу и Хараре) есть греческие общины, местное сообщество с 1954 года открывает и поддерживает греческие школы. Святое архиепископство Зимбабве и Южной Африке находится под властью Александрийского Патриархата.
Греческой общине Замбии принадлежит комплекс зданий в Лусаке, включающий храм святого Александра и пансионат для учителей греческого языка, которые преподают в послеобеденной школе общины. Греческая православная община в Замбии находится под юрисдикцией Патриархата Александрии и начала строительство центра миссионеров в столице. В сентябре 2008 года греческой общиной была основана новая школа, которая также служит для нужд более широкого сообщества Замбии, в частности детей из районов, которые обслуживаются другими школами.
Конголезские греки сыграть значительную роль в становлении музыкальной традиции страны, основав несколько звукозаписывающих компаний — «Олимпия», «Нгома», «Опика» и другие. Храм Святого Георгия и Эллинский Клуб являются координационными центрами общины. В 2008 году во время чрезвычайной ситуации в Конго Греция направила $ 500 000 в виде гуманитарной помощи.
В Эфиопии в послевоенный период численность греческой общины выросла до 3000 человек. Она пострадала во время революции, которая свергла Хайле Селассие I в 1974 году, когда враждебное отношение Дерга (Временный военно-административный совет) ко всем иностранным общинам резко сократило её численность, в настоящее время в Эфиопии проживает около 500 греков.
В наши дни в столице работает греческая школа, а также греческая православная церковь. В школе учатся около 120 детей, многие из которых получают стипендии для продолжения учёбы в Греции. Также греки всё чаще пользуются эфиопскими инвестиционными возможностями.

### Итальянское влияние

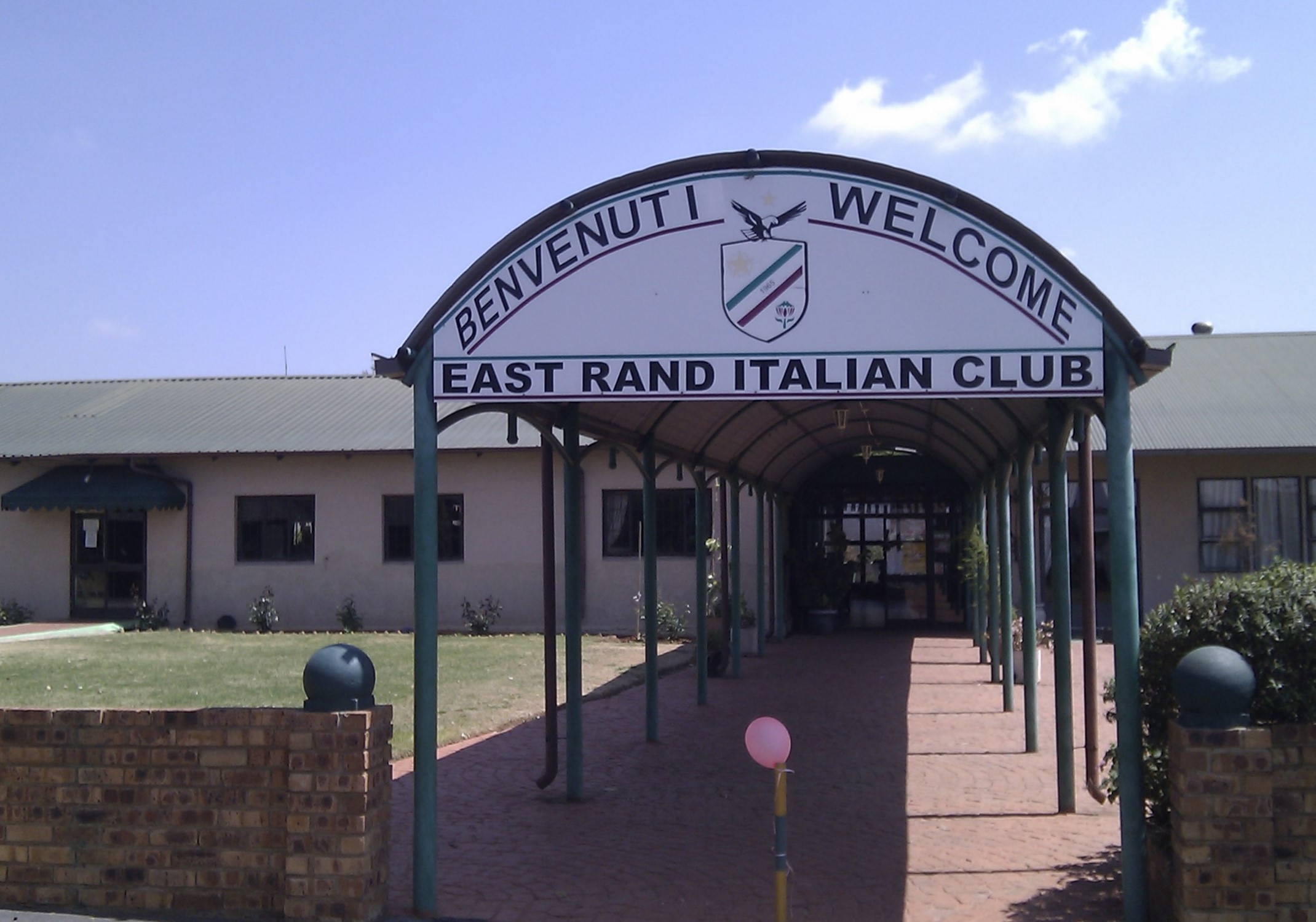
Итальянский клуб в Боксбурге

Итальянцы имели значительно большую, по сравнению с современной, общину в Африке, которая очень быстро уменьшилась. В 1926 году 90 000 итальянцев проживало в Тунисе, для сравнения, французов было 70 000 (такое распределение необычно, поскольку Тунис находился под французским протекторатом). Итальянская община когда-то процветала в районе Сомалийского полуострова, при этом около 50 000 итальянских поселенцев в 1935 году проживали в Эритрее, 22 000 итальянцев проживали в итальянском Сомали в течение первой половины 1940 года, 10 000 из которых были сосредоточены в столице, Могадишо. Численность итальянских эритрейцев выросла с 4 000 во время Первой мировой войны до почти 100 000 в начале Второй мировой войны.
Итальянцы также эмигрировали в Эфиопию. В течение пятилетней оккупации Эфиопии примерно 300 000 итальянцев рассредоточились в Восточной Африке (более 49 000 итальянцев жили в Асмэре в 1939 году и более 38 000 — в Аддис-Абебе), причём треть этих итальянцев были военными. Это привело к тому, что половина населения Асмэры и 10 % жителей Эритреи, по состоянию на 1939 год, были итальянцами. Численность итальянской общины в Египте достигла около 55 000 человек незадолго до Второй мировой войны, став второй по величине диаспорой в Египте.
Хотя итальянцы были одной из немногих европейских стран, которые не столкнулись с массовой миграцией в Южную Африку, было достаточно много тех, кто осел в Южной Африке. Южноафриканские итальянцы заявили о себе во время Второй мировой войны, когда Италия захватила территорию в Восточной Африке, итальянцем был необходим безопасный оплот для переправки туда военнопленных. Южная Африка была подходящим местом, и первый военнопленный прибыл в Дурбан в 1941 году.

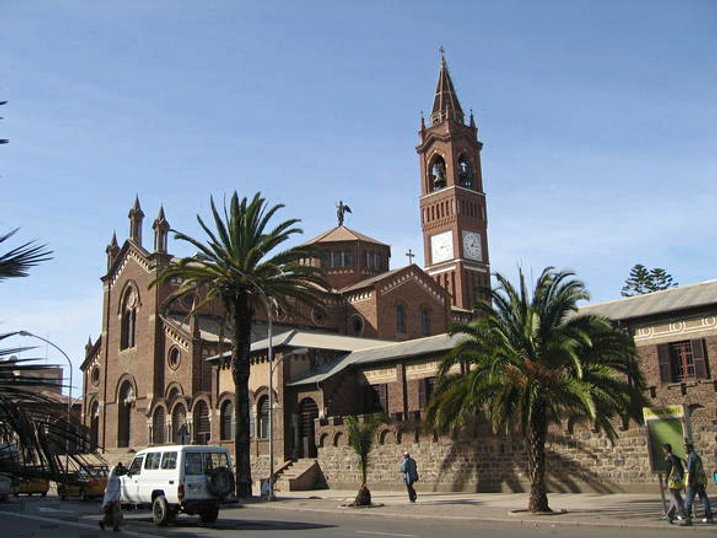
Католический собор в Асмаре, построенный итальянскими эритрейцами в 1922 году

Однако к военнопленным итальянцы относились хорошо, регулярно кормили и доброжелательно обходились. Эти факторы наряду с хорошим климатом и погодными условиями сделали страну очень привлекательной для итальянцев в плане отдыха, так появилась итальянская южноафриканская община. Хотя более 100 000 итальянских военнопленных были отправлены в Южную Африку, лишь немногие решили остаться, во время их пребывания в стране они получили возможность строить часовни, церкви, плотины и многое другое. Наибольшим образом итальянское влияние на архитектуру проявилось в провинциях Натал и Трансвааль. Белые южноафриканцы итальянского происхождения насчитывают, по крайней мере, 6300 человек.
Многие итальянские поселенцы эмигрировали из итальянского Сомали во время и после Второй мировой войны, а также во время провозглашения независимости в 1960 году, последняя волна эмиграции имела место, когда в 1991 году в Сомали началась гражданская война.
150 000 итальянцев поселились в Ливии во время Второй мировой войны, что составляло около 18 % от общей численности населения. Итальянцы проживали (многие проживают до сих пор) в Ливии в большинстве крупных городов, таких как Триполи (37 % населения города было итальянским), Бенгази (31 %) и Мадиррат-Хун (3 %). Их число сократилось после 1936 года. Большинство итальянцев Ливии были изгнаны из североафриканской страны в 1970 году, через год после того, как Муаммар Каддафи захватил власть («день мщения» 7 октября 1970 года), но несколько сотен итальянских переселенцев вернулись в Ливию в 2000-х годах.

## Языки
Белые африканцы говорят на языках индоевропейской семьи в качестве родных (африкаанс, английский, португальский, французский, немецкий, испанский и итальянский).

### Африкаанс
| 0–20% 20–40% 40–60% | 60–80% 80–100% |

Географическая распространённость африкаанс в ЮАР: процент населения, которое говорит на африкаанс дома

Самый распространённый язык среди белых африканцев — это африкаанс. На нём говорят 60 % населения в Южной Африке, 60 % в Намибии, и около 5 % белого населения Зимбабве. В Южной Африке говорящие на этом языке составляют большинство во всех провинциях, за исключением Квазулу-Наталь, где говорящие на африкаанс всех рас составляют 1,5 % населения. В Родезии (а затем и в Зимбабве) африкаанс не был так популярен, и поэтому в стране доминировал английский с начала колониальной эпохи. Было, однако, небольшое число носителей африкаанс, в основном из Южной Африки. Африкаанс весьма редко использовался в Родезии, так что существовало только несколько названий географических объектов на африкаанс, прежде всего сюда относится Энкельдорн (переименованный в Чиву в 1982 году). Большинство африканеров Зимбабве в настоящее время иммигрировали в Южную Африку или страны первого мира.

### Английский
Английский язык является вторым по распространённости языком среди белых африканцев, на котором говорят 39 % жителей Южной Африки, 7 % жителей Намибии, и 90 % белого населения Зимбабве. В Южной Африке они остаются доминирующей этнической группой белых в провинции Квазулу-Наталь, а в Гаутенге и Западной Капской провинции они также составляют большой процент англоговорящего населения. Именно здесь английский наиболее удачно конкурирует с африкаанс в распространённости среди белой этнической группы. Английский является вторым языком многих не-британских белых африканцев с высшим образованием в преимущественно не говорящих по-английски африканских странах. За пределами Южной Африки, Намибии и Зимбабве британские африканцы являются самой многочисленной общиной, в частности в Замбии, Кении, Ботсване и Свазиленде, что увеличивает распространённость английского языка в этих странах.

### Немецкий
Немецкий язык является родным для 32 % белого населения Намибии. Также в Намибии почти полностью исчез немецкий диалект, известный как кюхендойч (дословно немецкий кухонный), на нём раньше говорила чёрная домашняя прислуга немецких колонистов. Тем не менее, правительство пытается снизить использование немецкого языка и африкаанс из-за их колониальных корней, а вместо этого попытаться применять английский, единственный официальный язык, и языки банту. Также существует немецкий диалект, известный как натальский немецкий, на котором говорят на юго-востоке Южной Африки.

### Другие языки
Большинство белых в Анголе и Мозамбике считают португальский язык родным. 1 % белых в Южной Африке (которые не говорят на африкаанс или английском) говорит на португальском (иммигранты из Анголы и Мозамбика), немецком или голландском (европейские иммигранты). Равным образом в Намибии 1 % белого населения говорит на португальском вследствие иммиграции из Анголы после обретения независимости всех португальских колоний в 1975 году. В Сенегале португальский изучают более 17 000 человек. В Замбии португальский входит в школьную программу.
Лишь небольшое количество белого населения в Ливии, Тунисе, Эфиопии, Эритреи и Сомали говорит по-итальянски, потому что этот язык там больше не является официальным. Очень немногие белые африканцы говорят на языках банту (языки чёрного населения) у себя дома, но все же небольшой процент белых африканцев учит банту в качестве второго языка.

## Религия

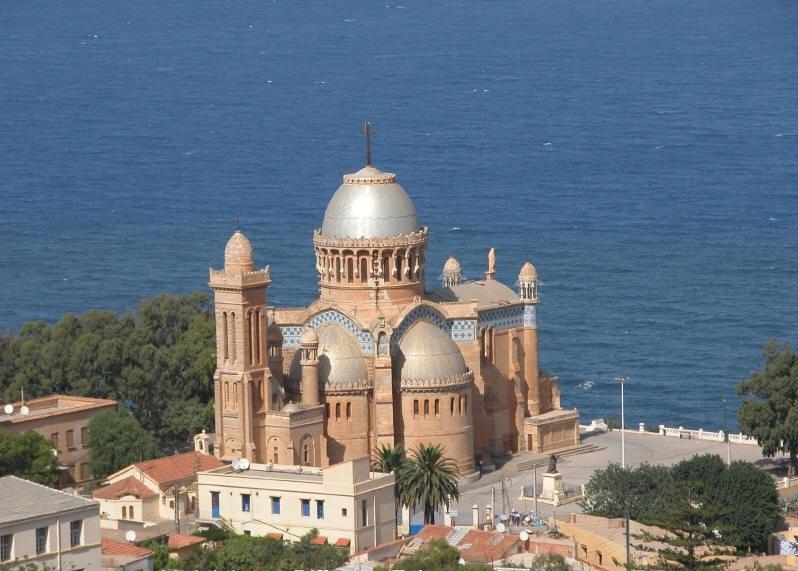
Собор Африканской Богоматери, построенный французами в Алжире

Среди африканцев европейского происхождения наиболее распространённой религией является христианство. Рост количества христиан в Африке за счёт колонизации и миссионерской деятельности привёл к относительному снижению количества исповедующих традиционные африканские религии. Лишь девять миллионов христиан проживали в Африке в 1900 году, но к 2000 году, по оценкам специалистов, количество христиан выросло до 380 000 000 (включая чёрных христиан). Согласно результатам проведённого в 2006 году Нового форума по исследованию религии и общественной жизни, меньше 40 % белых африканских христиан были пятидесятниками и харизматами. По словам Дэвида Барретта, большинство из 55 2000 общин в 115 00 конфессиях по всей Африке в 1995 году были совершенно неизвестными на Западе. Однако большая часть роста количества христиан в Африке в настоящее время связано с африканской евангелизацией, а не европейским миссионерством. Христианство в современной Африке весьма разнообразно, но белые африканцы, в отличие от чёрных исповедуют либо католицизм, либо православное христианство (Египет, Эфиопия и Эритрея). Также на континенте сформировались синкретические и мессианские течения, в том числе назаретская баптистская церковь в Южной Африке и аладурская церковь в Нигерии. Также довольно распространены адвентисты седьмого дня и Свидетели Иеговы.
Кроме католиков и протестантов, среди белых африканцев также распространено православие (среди русской общины). Требования о создании православной общины высказывались ещё с 1988 года. В 2001 году в Йоханнесбурге состоялась закладка первого на Юге Африки русского православного храма. Кроме того, данная община издаёт православный журнал «Вестник», учреждённый приходом прп. Сергия Радонежского для русскоязычных читателей.
Некоторые лица еврейского происхождения также исповедуют иудаизм.
Также некоторые эксперты прогнозируют смещение центра христианства из европейских промышленно развитых стран в Африку и Азию в современную эпоху. Историк Йельского университета Ламин Санне заявил, что африканское христианство не было лишь экзотическим любопытным явлением в данной части мира и может в будущем стать доминирующим.
Статистика Всемирной христианской Энциклопедии (Дэвид Барретт) иллюстрирует возникающие тенденции драматического роста христианства на континенте, и допускает, что в 2025 году количество христиан в Африке удвоится.

## Экономическое положение
Экономическое неравенство, созданное и обеспеченное апартеидом, всё ещё частично имеет место в Южной Африке. С момента окончания периода апартеида увеличилось неравенство доходов. В период с 1991 по 1996 год белый средний класс вырос на 15 %, в то время как чёрный средний класс вырос на 78 %. В стране наблюдается одно из наиболее неравных распределений доходов в мире: около 60 % населения зарабатывает менее 7000 долларов США в год, в то время как 2,2 % населения имеет доход, превышающий 50000 долларов США. Бедность в Южной Африке по-прежнему в значительной степени определяется цветом кожи — белые составляют наиболее богатую прослойку населения. Несмотря на многие попытки Африканского национального конгресса ликвидировать разрыв бедности, белые составляют менее 10 % бедных жителей страны, в то же время они составляют 20,5 % всего населения.
Сравнение данных, полученных в 2008 году в ходе исследования динамики национального дохода и работы Проекта по статистике уровня жизни и развития 1993 года, было обнаружено, что неравенство доходов увеличилось как совокупно, так и между расовыми группами. В 2008 году самые богатые 10 % зарабатывали 58 % от общего дохода, а богатейшие 5 % зарабатывали 43 % от общего дохода. С 1993 года ситуация ухудшилась, тогда 5 % самых богатых зарабатывали 38 % от общего дохода. Причём из шести южноафриканских миллиардеров пять — белые. В списке 50 богатейших африканцев по версии «Forbes» одни из лидирующих позиций занимают семьи Рупертов и Оппенгеймеров, состояние которых оценивается в 7,9 и 6,6 млрд долларов соответственно.
В 2006 году 70 % земли в Южной Африке по-прежнему принадлежали белым. И это несмотря на обещания Африканского национального конгресса передать 30 % земельных угодий из собственности белых чёрным. Белые содержат большую часть земли в Южной Африке на правах свободного владения землёй.